# Jesus Christus

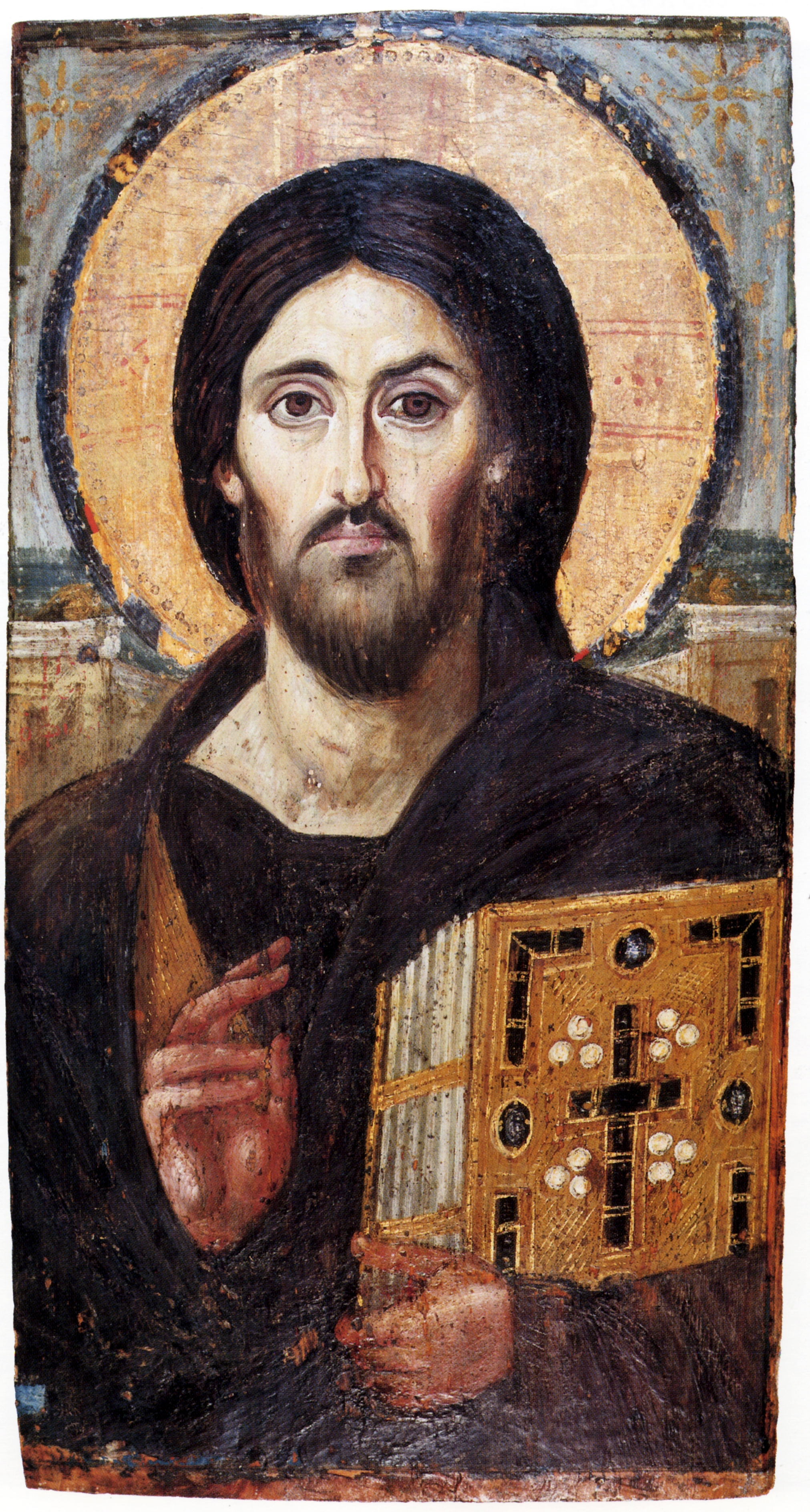
Christus Pantokrator, Ikone im Katharinenkloster auf dem Sinai, 6. Jahrhundert

Jesus Christus (latinisiert aus altgriechisch Ἰησοῦς Χριστός Iēsus Christos [iɛːˈsuːs kʰriːsˈtos], deutsch ‚Jesus, der Gesalbte‘) ist nach christlicher Lehre gemäß dem Neuen Testament (NT) der von Gott, dem Vater zur Erlösung aller Menschen gesandte Messias, Sohn Gottes sowie die zweite Person des dreifaltigen Gottes.
Die Urchristen identifizierten Jesus von Nazaret mit dem im Alten Testament verheißenen Messias (griechisch latinisiert Christus). Aus dem Glaubensbekenntnis „Jesus ist der Christus“ entstand früh der Name „Jesus Christus“. Auch viele weitere Titel für Jesus verdanken sich der urchristlichen Deutung von Leben, Tod und Auferweckung Jesu im Licht der heiligen Schriften des Judentums. Nur die Bezeichnung Menschensohn geht vermutlich auf Jesus selbst zurück. Im Neuen Testament wird Jesus auch bereits „Gott“ genannt.
Sein Tod am Kreuz wurde mit Hilfe unterschiedlicher, dem Alten Testament entlehnter Motive als ein Akt der Hingabe Gottes für die Menschen und konkret als stellvertretender Gerichtstod zur Rettung aus Sünde und Tod verstanden. Der Glaube an die Auferstehung Jesu basierte auf Erfahrungen seiner Anhänger, die diese als Erscheinungen des aus den Toten auferstandenen Jesus von Nazaret erlebten. Daraus folgerten sie, dass Gott Jesus zum Sohn Gottes erhöht und zum kommenden Weltenrichter eingesetzt habe.
Für Christen ist Jesus Christus sowohl Repräsentant der Gottheit als auch die historische Person Jesus von Nazaret. Die Zwei-Naturen-Lehre der altkirchlichen Christologie verbindet beide Aspekte. Im Laufe der Zeit bildeten sich verschiedene Formen der Christusfrömmigkeit heraus. Die weltweite christliche Mission führte zur Inkulturation Jesu Christi in verschiedene Kulturen und in jüngerer Zeit in den ehemaligen Missionsgebieten zu eigenen postkolonialen Christologien. Kulturelle Einflüsse und die Stilmerkmale der jeweiligen Epoche lassen auch die verschiedenen Christusdarstellungen in der Bildenden Kunst erkennen. So erscheint Christus im 3. Jh. meist jugendlich, bartlos, mit Nackenlocken, gekleidet in Tunika und Pallium. Der heute noch geläufige Bildtyp des bärtigen, langhaarigen, ernst blickenden Christus kam im 4. Jh. auf und entsprach dem zeitgenössischen repräsentativen Herrscherbildnis.

## Die urchristlichen Quellen
Das Neue Testament überliefert die Botschaft von Jesus Christus in verschiedenen Literaturformen für unterschiedliche Zwecke. Den historischen Jesus kannte wahrscheinlich keiner der Autoren des Neuen Testaments. Die Paulusbriefe (entstanden in den Jahren 50 bis 60) sind die ältesten urchristlichen Schriften. Ihr Autor stellt sich als Augenzeuge des auferstandenen Jesus dar, den er vorher nicht gekannt habe. Die Paulusbriefe enthalten einige Worte Jesu und biografische Details, aber keine Berichte seines irdischen Wirkens. Wie Paulus mit biografischen Informationen umging, veranschaulicht Gal 4,4 : Geburt und Herkunft des Christus lassen bereits das Motiv anklingen, dass er die „unter dem Gesetz“ stehenden Gläubigen befreien werde – und nur deshalb werden sie hier erwähnt.
Die vier kanonischen Evangelien (entstanden zwischen 70 und 100) erzählen Jesu Wirken und Schicksal auf verschiedene, auf ihre Adressaten zugeschnittene Weise. Vor allem die drei synoptischen Evangelien bieten gemeinsame Stoffe, die meist mit der Zwei-Quellen-Theorie erklärt werden. Ihre Reihenfolge, Auswahl und Darstellung unterscheiden sich durch verschiedene redaktionelle Konzepte; ihre Glaubensaussagen stimmen jedoch in den Grundzügen überein und ergänzen einander. Ihre ältesten Bestandteile stammen von Nachfolgern Jesu aus Galiläa, die die Jerusalemer Urgemeinde gründeten und Jesu Worte zuerst mündlich, dann schriftlich weitergaben.
Von den urchristlichen Schriften, die nicht in den späteren Kanon des Neuen Testaments aufgenommen wurden, kann vor allem das Thomasevangelium einige authentische Jesusworte enthalten. Sie können aus einer gemeinsamen Überlieferung mit der Logienquelle stammen. Die neuere Forschung zum Thomasevangelium sieht dieses allerdings eher als Sammlung von Material, das von den synoptischen Evangelien abhängig ist; das bedeutet, dass der Quellenwert für den historischen Jesus von Nazareth gering ist. Das Thomasevangelium ist aber aufschlussreich für die Weiterentwicklung der Jesusüberlieferung im 2. Jahrhundert. Einige außerchristliche Schriften erwähnen Jesus beiläufig oder indirekt.
Alle neutestamentlichen Schriften verkünden Jesus Christus, seine Geschichte, sein Verhältnis zu Gott und seine Bedeutung auf verschiedene, aber im Kern übereinstimmende Weise als Evangelium (Frohbotschaft) für die ganze Welt. Denn ihre Autoren glaubten an die Auferstehung Jesu Christi, die ihnen eine unbeteiligte Mitteilung biografischer Daten unmöglich machte. Jesus war für sie der zur Rettung aller Menschen aus Sünde und Tod in die Welt gekommene Sohn Gottes, der den Gerichtstod auf sich genommen habe, von Gott auferweckt worden sei, nun für alle Zeiten lebe und sich selbst immer neu in Erinnerung rufe, bis er seine Botschaft am Ende der Zeit selbst wahr machen werde.
Dieser Glaube veranlasste die Urchristen, Gemeinden zu bilden, Jesu Worte zu sammeln, aufzuzeichnen und als jeden angehende Botschaft weiterzugeben. Ihre Schriften wollen alle Menschen zum Glauben an den menschgewordenen, für sie stellvertretend getöteten und auferstandenen Gottessohn einladen. So wurde das NT zur Grundlage für das Christentum, das seit etwa 100 als eigene Religion neben dem Judentum hervortrat.

## Der Name

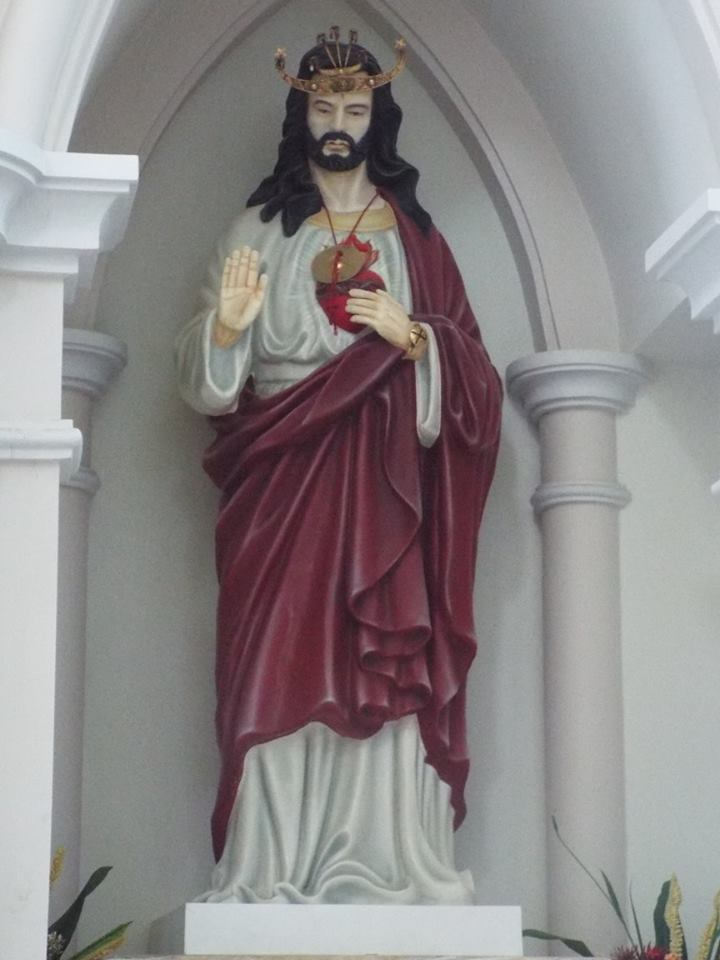
Herz-Jesu-Statue in Osttimor als König mit timoresischen Herrscherinsignien Kaibauk und Belak

Jesus Christus (Latinisierung des griechischen Ἰησοῦς Χριστός) ist eine im Urchristentum entstandene und bis heute verbreitet übliche Bezeichnung für Jesus von Nazaret. Sie setzt sich aus dem Personennamen Jesus und dem zum Beinamen gewordenen Titel Christus zusammen. Jesus (griech. Ἰησοῦς Iēsūs) ist die griechische Form des hebräisch-aramäischen Vornamens Jeschua oder Jeschu, beides Kurzformen von Jehoschua. Christus ist die latinisierte Form des griechischen Verbalsubstantivs Χριστός Christós, das das hebräische Wort משיח maschiach (griechische Übertragung Μεσσίας ‚Gesalbter‘, siehe Messias) übersetzt.
Der Name Jesus Christus entstand aus dem Bekenntnissatz ‚Jesus (ist) Christus‘. Die Urchristen identifizierten Jesus von Nazaret mit dem im Alten Testament verheißenen Messias (griechisch latinisiert Christus).
| Hebräisch                          | Griechische Übertragung | Griechische Übersetzung | Lateinische Übertragung | Deutsche Übersetzung           |
| ---------------------------------- | ----------------------- | ----------------------- | ----------------------- | ------------------------------ |
| יהושוע Jehoschua (Jeschua, Jeschu) | Ἰησοῦς Iēsus            |                         | Iesus, Jesus            | JHWH ist Rettung / Gott rettet |
| משיח Maschiach                     | Μεσσίας Messias         | Χριστός Christos        | Christus                | Gesalbter                      |

### Deklination
Im Deutschen wurde Jesus Christus bis in die Mitte des 20. Jahrhunderts konsequent lateinisch dekliniert: „Jesus Christus, unser Heiland“ (Nominativ) – „Die Gnade unsers Herrn Jesu Christi sei mit euch allen“ (2 Thess 3,18) (Genitiv) – „Darum kann ich mich rühmen in Jesu Christo, daß ich Gott diene“ (Röm 15,17) (Dativ) – „O Mensch, schau Jesum Christum an“ (Akkusativ) – „O Jesu Christe, wahres Licht“ (Vokativ).
Heute ist noch der einfache Genitiv Jesu Christi gebräuchlich; in Zusammensetzungen wird meist die Nominativform verwendet („Die Gnade unseres Herrn Jesus Christus sei mit euch allen“, 2 Thess 3,18 ). Dativ und Akkusativ werden stets durch den Nominativ ersetzt, so auch der Vokativ mit Ausnahmen in der lutherischen Liturgie (z. B. „Ehre sei dir, Christe, der du littest Not“).

### Komponenten

#### Der Personenname Jesus
Der Name Jesus geht auf den hebräischen männlichen Personennamen Jehoschua (יְהוֹשֻׁעַ jəhōšuaʿ) und dessen Kurzform Jeschua (יֵשׁוּעַ jēšūaʿ) zurück. Jesus ist die latinisierte Form von altgriechisch Ἰησοῦς Iēsûs. Mit Ἰησοῦς übersetzte die Septuaginta sowohl den Namen Jehoschua (יְהוֹשֻׁעַ jəhōšuaʿ) als auch dessen Kurzform Jeschua יֵשׁוּעַ jēšūaʿ ins Griechische. Ab ca. 500 v. Chr. ersetzte die Kurzform die Langform weitestgehend. Die Hebräische Bibel verwendet beide Formen zum Teil für identische Personen. Daran erkennt man, dass es sich bei Jehoschua und Jeschua nur um verschiedene Formen ein und desselben Namens handelte. Im Anschluss an Luther wurde es im Deutschen allerdings üblich, diesen Namen nur im Neuen Testament mit ‚Jesus‘, im Alten Testament hingegen mit ‚Josua‘ oder ‚Jeschua‘ zu übersetzen. Dadurch wurde verdunkelt, dass Jesus von Nazaret im Bewusstsein seiner Zeitgenossen denselben Namen trug wie z. B. Josua, der Sohn Nuns.
Die Bedeutung des Namens lässt sich aus seinen ursprünglichen Komponenten ableiten: Jehoschua (יְהוֹשֻׁעַ) setzt sich aus einer Kurzform des Gottesnamens JHWH (יהוה) und einer Form der hebräischen Wurzel jascha' ישע jšʿ (‚helfen‘, ‚retten‘) zusammen, so dass sich als Bedeutung ergibt: „JHWH hilft/rettet“ oder: „JHWH ist Retter / Rettung / Hilfe“. In der Kurzform Jeschua trat der Bezug zum Gottesnamen zurück. Daher brachte die antike Etymologie den Namen Jesus meist nur mit dem hebräischen Verb jascha' ישע jšʿ (‚helfen‘, ‚retten‘) bzw. dem Substantiv יֵשׁוּעַה jəšuʿah (‚Rettung‘, ‚Heil‘) in Verbindung.
Den Evangelisten Matthäus und Lukas zufolge erhielt Jesus von Nazaret seinen Personennamen aufgrund eines durch Engel übermittelten, göttlichen Auftrags (Mt 1,21 ; Lk 1,31 ). In Mt 1,21  lautet die Begründung für die Namenswahl: „denn er wird sein Volk von seinen Sünden retten.“ Dies spielt erkennbar auf die Bedeutung des Namens an. Auch viele weitere Stellen im Neuen Testament bringen Jesus mit Rettung in Verbindung. Martin Karrer folgert daraus: „Das Neue Testament kennt und nutzt die etymologische Bedeutung [des Namens Jesus].“

#### Der Beiname Christus
Zu ‚Christus‘ als Hoheitstitel siehe auch: Messias sowie Christologische Hoheitstitel
Christus ist ein jüdischer Hoheitstitel, der im Urchristentum zum Beinamen für Jesus von Nazaret wurde. In seiner Funktion ähnelt er Ehrennamen, wie sie in der griechisch-römischen Antike Herrschern verliehen wurden (vgl. Augustus oder Epiphanes).
Das griechische Verbalsubstantiv Χριστός Christós (latinisiert Christus) stammt vom Verb χρίειν chríein ‚bestreichen‘ ab und bedeutet somit wortwörtlich ‚Bestrichener‘. Im biblischen Kontext übersetzt Χριστός Christós hebräisch משיח maschiach bzw. aramäisch משיחא meschicha ‚Gesalbter‘, womit im Judentum zur Zeit Jesu neben großen Propheten der Vergangenheit auch endzeitliche Heilsgestalten bezeichnet wurden. Zu hebräisch משיח maschiach entstand auch die griechische Transkription Μεσσίας ‚Messias‘. Christus ist im Kontext des Urchristentums somit ein Synonym für Gesalbter (= ‚Messias‘).
Im Neuen Testament erscheint neben Jesus Christus (ca. 135 Belege) häufig auch die Variante Christus Jesus (ca. 95 Belege). Dies spricht dafür, dass Christus nicht direkt zu einem bloßen Namen ohne Inhalt verblasste, sondern die titulare Bedeutung ‚Messias‘ zunächst erhalten blieb. An anderen Stellen ersetzt (der) Christus den Personennamen wie z. B. in Mt 1,17 , nachdem es unmittelbar zuvor hieß: „Jesus, der Christus genannt wird“ (Mt 1,16 ). Dass die Urchristen Jesus als Christus bezeichneten und verehrten, war für sie so typisch, dass seine Anhänger schon bald Christianer (und bis heute Christen) genannt wurden (Apg 11,26 , vgl. Tacitus, Annalen 15,44,13).

### Entstehung
Ursprünglich war die Wendung Jesus Christus kein Name, sondern ein Glaubensbekenntnis. Bei Jesus Christus handelte es sich wohl zunächst um einen aus dem Hebräischen oder Aramäischen ins Griechische übersetzten Nominalsatz, der aussagt: ‚Jesus (ist) Christus (= Messias)‘. Damit identifizierten die Urchristen der Jerusalemer Urgemeinde Jesus von Nazaret mit dem erwarteten jüdischen Heilsbringer. Schon sehr bald, vermutlich im frühesten griechischsprachigen Judenchristentum, muss Christus dann von einer Prädikation zu einer Apposition und von einem Titel zu einem titularen Beinamen geworden sein. Dies zeigt, welch hohen Stellenwert der Christustitel in der Christologie der ersten Christen innehatte.
Ermöglicht wurde die Verdichtung des Prädikats Christus zu einem Beinamen durch die damalige Doppelnamenpraxis. Beachtlich ist, dass dem Namen Jesus in der Begegnung mit der hellenistisch-römischen Umwelt kein – wie bei Namen semitischen Ursprungs üblich - zweiter griechischer oder lateinischer Personenname beigefügt wurde. Sowohl ‚Jesus‘ als auch ‚Christus‘ verwiesen damalige Hörer auf die Herkunft des Namensträgers aus dem antiken Judentum. Dass sich Jesus Christus auch über das Judenchristentum hinaus als Name für Jesus von Nazaret durchsetzen konnte, erklärt Martin Karrer mit der Anschlussfähigkeit des Christus-Begriffs an damalige religiöse Vorstellungen: Aufgrund der im Mittelmeerraum verbreiteten Praxis sakraler Salbungen hätten auch Nichtjuden bei Christos (= ‚Gesalbter‘) an eine Person gedacht, die „singulär der Gottheit verbunden sei und heilvolles Geschehen ausstrahle“.

### Der Name Jesus Christus in den Paulusbriefen
Paulus von Tarsus schrieb den Brief an die Philipper in römischer Haft (um 60 n. Chr.) oder etwas früher. Dieses Schreiben enthält in Phil 2,6–11  den sogenannten Philipperhymnus, der die Selbsterniedrigung des Christus Jesus beschreibt, der gottgleich gewesen sei, aber wie ein Mensch, ja wie ein Sklave gelebt habe und am Kreuz gestorben sei. Darauf folgte seine Erhöhung durch Gott, der ihm einen Namen verliehen habe, der größer sei als alle Namen und dem alle Wesen im Himmel, auf Erden und unter der Erde huldigten „und jeder Mund bekennt: Jesus Christus ist der Herr, zur Ehre Gottes, des Vaters.“ Nach der Analyse von Ralph Brucker handelt es sich bei diesem Text nicht um einen von Paulus übernommenen älteren urchristlichen Hymnus, sondern um Text in gehobenem Stil („Pathosgehalt und ästhetisch-rhetorische Gestaltung“), den Paulus wie den Rest des Briefes selbst verfasst habe. Samuel Vollenweider verweist darauf, dass der Briefkontext starken Bezug auf die zeitgenössische politische Rhetorik nimmt. Seine eigenen Interessen zurückzustellen, um den Gemeinwesen zu dienen, war darin positiv konnotiert. Das Christuslob in Phil 2,9–11 liest die neuere Exegese vor dem Hintergrund des Kaiserkults im Prinzipat (Titel Kyrios, Akklamation und Proskynese). Aber die Selbstzurücknahme des Herrschers, wie sie auch in hellenistisch-römischen Fürstenspiegeln empfohlen werden konnte, wird durch die Kreuzigung des Christus radikal überboten. So verkehrt der Autor zeitgenössische Konzepte von Ehre und Schande ins Gegenteil.
Unabhängig davon, ob der Philipperhymnus ein liturgischer Text war, geht die Exegese weithin davon aus, dass die Paulusbriefe bei der gottesdienstlichen Versammlung der Adressatengemeinde verlesen wurden und deshalb am Anfang und am Schluss liturgische Christus-Formeln aufweisen. Jesus Christus wird in diesen Formeln „als die Quelle der Gnade betrachtet, die performativ der Gemeinde zugesprochen wird.“

### Taufen „auf den Namen Jesus Christus“
Rudolf Pesch findet in der Pfingstpredigt des Petrus in Jerusalem Formulierungen der „ältesten Christologie“; dazu rechnet er die Taufe „auf den Namen Jesu Christi“ (Apg 2,38 ). Die Abfassung der Apostelgeschichte selbst setzt er um das Jahr 90 n. Chr. an; sie gehört damit nicht zu den ältesten Schriften des Neuen Testaments.

### Heilungen „im Namen Jesu Christi“
Die Urchristen sahen Gottes Rettung durch Tod und Auferstehung Jesu Christi verwirklicht. Darum glaubten sie an die heilende Kraft seines Namens. Dieses Heilen war Bestandteil ihrer Glaubenspraxis. So heilt Simon Petrus laut Apg 3,6  einen von Geburt an gelähmten Mann „im Namen Jesu Christi“. Er verkündet in Apg 4,12 : „Denn es ist uns Menschen kein anderer Name unter dem Himmel gegeben, durch den wir gerettet werden sollen“.
Der Verfasser des Jakobusbriefs riet kranken Christen dazu, die Gemeindeältesten zu sich zu rufen; „sie sollen Gebete über ihn sprechen und ihn im Namen des Herrn mit Öl salben.“ (Jak 5,14 ) Bernd Kollmann interpretiert diese Krankensalbung ebenso wie die in der Apostelgeschichte erzählten Wunderheilungen: Dahinter stehe die Vorstellung, der erhöhte Christus wirke an den Kranken, „dessen machtvoller N[ame] weit über das Christentum hinaus magische Faszination ausübte (Apg 3,6 ).“

## Christologische Hoheitstitel
Die heiligen Schriften des Judentums waren für die Jünger Jesu und das Urchristentum der Schlüssel, Jesu Tod und seine Auferweckung als vorherbestimmten Willen Gottes zu verstehen. Daraus erklären sich viele Jesu zugedachten Titel wie „Sohn Davids“, „zweiter Adam“ sowie Analogiebildungen wie „Adonai“/„Kyrios“, „Maschiach“/„Christos“ usw. Viele historisch-kritische Neutestamentler halten es für wahrscheinlich, dass Jesus sich selber mit keinem von der jüdischen Tradition vorgegebenen Hoheitstitel bezeichnete oder identifizierte.
In der späteren kirchlichen Auslegungsgeschichte hatten die Hoheitstitel unterschiedliches Gewicht: die Bezeichnung „Sohn Gottes“ war für die Trinitätslehre
sehr wichtig; „Menschensohn“ verwies (nur noch) auf das wahre Menschsein Christi im Rahmen der Zweinaturenlehre, und Christus verblasste zum zweiten Teil des Doppelnamens Jesus Christus.

### Kyrios
Der Titel Kyrios (griechisch für „Herr“) kommt bezogen auf Jesus in fast allen Schriften des Neuen Testaments außer den Johannesbriefen und dem Titusbrief vor. In den synoptischen Evangelien wird Jesus von Nazareth von seinen Gesprächspartnern häufig als „Herr“ angeredet; kyrie war eine übliche respektvolle Anrede und das griechische Äquivalent für die hebräischen bzw. aramäischen Titel rab(bi) und mar(i). Der Titel spielt bei Markus und Matthäus eine eher untergeordnete Rolle, wird aber von Lukas häufig verwandt (Lk 1,43 , Lk 2,11 , Lk 24,34 , Lk 1,76 ).
Im zeitgenössischen Judentum wurde der Gottesname JHWH aus Ehrfurcht nicht ausgesprochen und stattdessen das Ersatzwort Adonai gelesen. Die jüdischen Übersetzer der Bibel ins Griechische (Septuaginta) verwandten im 1. Jahrhundert noch Ersatzformen für den Gottesnamen; gelesen wurde aber wohl durchgängig „Kyrios“ an diesen Stellen. Das hebräische Adonai und aramäische Mar wurden im weltlichen und geistlichen Kontext verwendet. So werden im Genesis-Apokryphon, das zu den Schriftrollen vom Toten Meer gehört, Menschen und Gott ohne sprachlichen Unterschied als „Mar“ angesprochen.
Wilhelm Bousset sah den Titelgebrauch bei hellenistischen Urchristen von griechischen Mysterienkulten her beeinflusst, deren Anhänger ihre Kultgötter als „Kyrios“ anriefen. Die Jerusalemer Urgemeinde habe ihn nicht verwendet. Oscar Cullmann dagegen verwies auf den religiösen Gebrauch des Titels auch im Judentum: Die Urgemeinde habe ihn daher ebenfalls verwendet.
Die besonders alte urchristliche liturgische Formel Maranatha (1 Kor 16,22 ) ist die Transliteration eines aramäischen Satzes; die Verbform kann dabei als Imperativ oder Perfekt aufgefasst werden:
- „Unser Herr, komm!“ Die Gemeinde betet um das endzeitliche Kommen ihres Herrn, oder
- „Unser Herr ist gekommen!“ Jesus ist als Herr in der versammelten Gemeinde präsent.

Wegen Offb 22,20  ist die erste Möglichkeit wahrscheinlicher. Der liturgische Ruf Maranatha gilt als einer der frühesten Glaubenssätze aus der Urgemeinde neben Phil 2,11  („Jesus Christus ist der Herr!“).
Im Neuen Testament bezieht sich der Kyrios-Titel auf die Heiligkeit, Machtfülle und Weltherrschaft Jesu Christi. Besonders Ps 110,1  wurde zur Übertragung des Titels von Gott auf Jesus herangezogen (vgl. Mt 22,44 ):

„So spricht der Herr zu meinem Herrn: Setze dich zu meiner Rechten, und ich lege dir deine Feinde als Schemel unter deine Füße.“

Im zeitgenössischen griechischsprachigen Judentum, zum Beispiel bei Flavius Josephus, wurde der eine Gott Israels oft als altgriechisch δεσπότης despótēs „Gebieter“ bezeichnet; auch dieser Titel wird im Neuen Testament auf Jesus übertragen (2 Petr 2,1 ). Hier bereitet sich eine Allherrscher-Christologie vor (Christus als Pantokrator).
Der Messias ist in der jüdischen Tradition ein von Gott erwählter, aber sterblicher Mensch. Dass Juden, die an Jesus als Messias glaubten (siehe Messianische Juden), ihn wie Gott als Kyrios anriefen, ist für Bertold Klappert ein Indiz dafür, dass der historische Jesus den Titel des kommenden Menschensohns von Daniel 7  verwendet habe. Weil man respektierte, dass Jesus sich vor Ostern so nannte und nun zu Gott erhöht worden war, habe der Kyriostitel den Menschensohntitel nach Ostern ersetzt.

### Gesalbter, Christus, Messias
Christos übersetzt das hebräische Maschiach, bzw. das aramäische Meschicha („der Gesalbte“) ins Griechische. Die Salbung des Hauptes mit kostbarem Öl durch einen Propheten zeigte in Israel die göttliche Berufung eines neuen Königs an (1 Sam 10 ). In nachexilischer Zeit wurden die Jerusalemer Hohepriester und Priester bei ihrer Amtseinführung gesalbt. In den heiligen Schriften des Judentums werden gelegentlich auch Prophetensalbungen erwähnt (1 Kön 19,16 , Jes 61,1 ). Realpolitische Bedeutung hatte die Königssalbung in hellenistischer und frührömischer Zeit für Jerusalemer Herrscher (Hasmonäer, Herodianer, Militärführer des Jüdischen Krieges) nicht. Als „Gesalbte“ wurden im Judentum zur Zeit des Neuen Testaments große Gestalten der Vergangenheit bezeichnet; außerdem erwartete man für die Endzeit Herrscher, Priester und Propheten, die „von Gott gesalbt“ und damit für ihre Aufgaben legitimiert sein sollten. Im nichtjüdischen Umfeld der Urchristen war der Titel „Gesalbter“ ungebräuchlich und hatte jüdisches Kolorit.
Die Evangelien verwenden den Titel „Gesalbter“ für Jesus nur selten und nie in Eigenaussagen Jesu. Die Messiaserwartung wurde demnach von außen an Jesus herangetragen. Dabei betonen die Texte, dass er sich von falschen Erwartungen seiner Zeitgenossen abgegrenzt habe. So folgt dem Messiasbekenntnis des Petrus Jesu Hinweis auf sein notwendiges Erlösungsleiden (die erste Leidensankündigung im Markusevangelium).
Da die biblische Tradition Könige, Priester und einen Propheten Israels als von Gott Gesalbte bezeichnet, besagt der Christustitel im Neuen Testament, dass Jesus alle drei Funktionen für sein Volk und die Völker ausübte und übernahm. Im Erzählzusammenhang wird die Messiaswürde Jesu durch sein Lehren und Entscheiden (Bergpredigt), Heilen und Retten (Wunder Jesu), vor allem aber durch seine stellvertretende Schuldübernahme veranschaulicht. Diese Rolle war im Tanach nicht vom Messias, aber vom Gottesknecht (Jes 53) angekündigt worden.
Der Christustitel bezieht sich in den ältesten Bekenntnissätzen und Predigten der Urchristen immer auf Tod und Auferstehung Jesu, setzt sie also voraus und fasst ihre Heilsbedeutung zusammen. Von dieser nachösterlichen Perspektive aus zurückblickend erzählten die Urchristen die Geschichte des vorösterlichen Jesus. Nach Mk 1,11  hat Gott sich bei der Taufe Jesu zu ihm bekannt und ihn als seinen geliebten Sohn erwählt. Auf dem Weg nach Jerusalem habe Jesus seine Jünger gefragt (Mk 8,27–30 ): „Für wen halten mich die Menschen? Sie sagten zu ihm: Einige für Johannes den Täufer, andere für Elija, wieder andere für sonst einen von den Propheten. Da fragte er sie: Ihr aber, für wen haltet ihr mich?“ Darauf habe Simon Petrus als Erster geantwortet: Du bist der Christus! Doch er verbot ihnen, mit jemand über ihn zu sprechen.
David du Toit meint, dass Jesus von Nazareth den Titel Messias nicht für sich beansprucht habe, aber seine Botschaft vom Gottesreich eng mit seiner Person verbunden und seine besondere Nähe zu Gott betont habe. Im nachösterlichen Bekenntnis der ersten Christen brachte der Messias-Titel insofern eine Kontinuität mit der Botschaft Jesu und der religiösen Tradition Israels zum Ausdruck. Im Blick auf die Wirkungsgeschichte stellt Wilfried Härle fest, dass der Hoheitstitel Christus schnell zum Bestandteil des Doppelnamens Jesus Christus verblasst sei. Er halte trotzdem den jüdischen Kontext, in dem Jesus von Nazareth lebte, in Erinnerung; hierin liege seine Bedeutung.

### Sohn Gottes
In der Hebräischen Bibel wurden himmlische Wesen (Ps 89,7 ) sowie Jerusalemer Könige (2 Sam 7,14 ; Ps 2,7 ) manchmal als „Söhne Gottes“ bezeichnet. Diese Bezeichnung für Herrscher war in der nichtjüdischen Umwelt weiter verbreitet. In jüdischen Texten aus hellenistischer Zeit konnten auch einzelne Gerechte „Söhne Gottes“ genannt werden; ein Beispiel ist die Rede der Frevler im Buch der Weisheit (Weish 2,16–18 ):
„[Der arme Gerechte] prahlt, Gott sei sein Vater.

Wir wollen sehen, ob seine Worte wahr sind,

und erproben, wie es mit ihm ausgeht.

Wenn nämlich der Gerechte (wirklich) Gottes Sohn ist,

wird er sich seiner annehmen.“
Die Erwartung eines Messias konnte sich mit „Sohn Gottes“ als Herrschertitel verbinden, doch zeigt die Auswertung der Schriftrollen vom Toten Meer, dass dieses Phänomen weniger verbreitet war als von der älteren Forschung vermutet. In der neutestamentlichen Exegese ist umstritten, ob gegen Jesus von Nazareth der Blasphemie-Vorwurf erhoben wurde, er bezeichne sich in exklusiver Weise selbst als Sohn Gottes (vgl. Mk 14,61 ). Falls dies zutrifft, machten sich die ersten Christen diesen Titel zu eigen und interpretierten ihn in ihrem Sinne um.
Die Paulusbriefe (z. B. Röm 1,3 ) und das Markusevangelium (z. B. Mk 15,39 ) verwenden vorzugsweise den Sohn-Gottes-Titel, um die Besonderheit dieses Messias gegenüber dem Judentum hervorzuheben. Die Adoptionsaussage Gottes im Zusammenhang der Taufe Jesu „Du bist mein geliebter Sohn“ (Mk 1,11  par.) zitiert indirekt Ps 2  („Mein Sohn bist du“), der auf ein Krönungsritual für israelitische Könige bezogen wird.
Das Johannesevangelium (Joh 5,19ff ; 8,35f ) lässt Jesus von sich oft als „dem Sohn“ oder auch direkt als dem „Sohn Gottes“ reden (Joh 5,25 ; 9,35–37 ; 10,36 ).

### Gott
Den neutestamentlichen Schriften zufolge nannte sich Jesus nie selbst „Gott“. Im Johannesevangelium spricht Thomas den Auferstandenen mit „Mein Herr und mein Gott!“ an (Joh 20,28 ). Sein Glaubensbekenntnis ist, so Johannes Beutler, für die Komposition des vierten Evangeliums von besonderer Bedeutung. Denn Thomas stehe als Identifikationsfigur für die Christen, die Jesus zu Lebzeiten nicht kannten, durch die Osterbotschaft anderer Christen missioniert wurden und dann zu einem eigenen Osterglauben vorstießen. Das Thomasbekenntnis in Joh 20,28 weist zurück auf den Johannesprolog (Joh 1,1 ; Joh 1,18 ), so dass das Thema der Gottheit Christi dieses Evangelium rahmt.
Auch in mehreren Briefen wird Jesus ausdrücklich als Gott bezeichnet:
- „in seinem Sohn Jesus Christus. Er ist der wahre Gott und ewiges Leben“ (1 Joh 5,20 EU);
- „das Erscheinen der Herrlichkeit unseres großen Gottes und Retters Christus Jesus“ (Tit 2,13 EU, Paulusschule).
- Weitere in diese Richtung zielende Aussagen finden sich in Kol 2,2 EU; Hebr 1,8–10 EU; 2 Petr 1,1 EU.

An einigen anderen Stellen wird Jesus mit Gott auf die gleiche Ebene gesetzt:
- „Er war Gott gleich, hielt aber nicht daran fest, Gott gleich zu sein“ (Phil 2,6 EU). Bei seiner Menschwerdung hat Jesus demnach verändert; zuvor aber war er Gott gleich. Dieser Vers stammt nicht von Paulus selbst, sondern geht auf einen vorpaulinischen Hymnus zurück. Damit ist der Vers sehr bedeutsam, weil er wohl in die 40er-Jahre (spätestens aus den 50er-Jahren) des ersten Jahrhunderts zu datieren ist und damit sehr nahe an die Lebenszeit Jesu heranreicht.
- „So haben wir doch nur einen Gott, den Vater. Von ihm stammt alles und wir leben auf ihn hin. Und einer ist der Herr: Jesus Christus. Durch ihn ist alles und wir sind durch ihn“ (1 Kor 8,6 EU).
- „Wir verkünden es aufrichtig, von Gott her und vor Gott in Christus“ (2 Kor 2,17 EU).
- „Die Gnade des Herrn Jesus Christus und die Liebe Gottes und die Gemeinschaft des Heiligen Geistes sei mit euch allen!“ (2 Kor 13,13 EU)
- „In ihm (Jesus) wohnt die ganze Fülle der Gottheit leibhaftig“ (Kol 2,9 EU). Vgl. Kol 1,19 EU

Die Deutung der Doxologie in Röm 9,5  stellt ein exegetisches Problem dar; ob Paulus von Tarsus Jesus Christus hier als Gott bezeichnet, ist nämlich eine Frage der Zeichensetzung. Zum Vergleich die traditionelle Übersetzung (hier nach der Lutherbibel von 1912) und die Übersetzung aufgrund der neueren exegetischen Diskussion (hier nach der Lutherbibel 2017, ebenso aber auch die Einheitsübersetzung, die Zürcher Bibel und weitere):
- (die Israeliten), „aus welchen Christus herkommt nach dem Fleisch, der da ist Gott über alles, gelobt in Ewigkeit.“ (1912)
- (die Israeliten), „aus denen Christus herkommt nach dem Fleisch. Gott, der da ist über alles, sei gelobt in Ewigkeit.“ (2017)

Eine Gleichsetzung von Jesus mit Gott wird in der Johannesoffenbarung indirekt ausgedrückt, indem Aussagen wie „Ich bin das Alpha und das Omega“ sowohl im Mund Gottes als auch im Mund Jesu erscheinen (Offb 1,8 ; Offb 22,13 ).

### Menschensohn
Menschensohn, altgriechisch ὁ υἱὸς τοὺ ἀνθρώπου ho hyiòs toù antrṓpou „der Sohn des Menschen“ stellt im Koine-Griechischen eine ungewöhnliche Formulierung dar. Es ist ein Semitismus; der entsprechende aramäische Begriff Bar–Naschaʾ bedeutet ganz allgemein „der/jeder Mensch; jemand“. Wenn ein Sprecher des Aramäischen ihn auf sich selbst anwandte, wie das für Jesus nach Darstellung der Evangelien typisch war, so hieß das „jemand wie ich, in meiner Lage.“
Im Buch Daniel wird ein Himmelswesen in der Vision vom Endgericht als „der Menschensohn“ bezeichnet. Er steht in der Bildersprache dieser Vision für ein Kollektiv, das „Volk des Heiligen des Höchsten“, bzw. das endzeitliche Israel (Dan 7,27 ). Sowohl im 1. Henochbuch als auch im 4. Buch Esra wird die danielische Menschensohn-Figur zu einer endzeitlichen Richtergestalt weiterentwickelt. In der neutestamentlichen Exegese besteht heute in zwei Punkten Konsens: 1. Es gab zur Zeit Jesu bzw. des neuen Testaments nicht „die“ jüdische Menschensohn-Vorstellung, sondern eine Vielfalt an Konzepten; 2. Die Bilderreden des Henochbuchs wurden etwa gleichzeitig zu den Evangelien niedergeschrieben (2. Hälfte des 1. Jahrhunderts n. Chr.); eine traditionsgeschichtliche Abhängigkeit der Evangelien hiervon ist unwahrscheinlich.
Der Menschensohntitel taucht im Neuen Testament bis auf eine Ausnahme (Apg 7,56 ) nur in wörtlicher Rede Jesu auf. In Texten, die der hypothetischen Logienquelle zugeordnet werden, redet er stets in der dritten Person vom kommenden Menschensohn. Die Frage, ob er sich oder einen anderen meinte, gehört zu den schwierigsten Problemen der neutestamentlichen Exegese.
Bei Markus nimmt Jesus schon in Galiläa die Vollmacht des Menschensohns in Anspruch, um Sünden zu vergeben (Mk 2,10 ) und am Sabbat zu heilen (Mk 2,28 ). Später kündigt er die Auslieferung des Menschensohns an seine Feinde an (Mk 8,31 ). Nach Mk 10,35–45  sei der Menschensohn zum Dienen, nicht zum Herrschen, und zur Hingabe seines Lebens „für viele“ gekommen: Dieser Ausdruck spielt auf Jes 53  an, verbindet also die Menschensohnerwartung mit der Verheißung des leidenden Gottesknechts. In den Reden über das Endgericht (Mk 13 , Mt 25 , Lk 21 , Joh 3  Joh 5,19–30 ) erscheint der Menschensohn als Weltrichter. Er vertritt also Gott selbst in dieser Funktion. In der Apostelgeschichte bekennt sich Stephanus zum erhöhten Menschensohn (Apg 7,56 ) und erleidet dafür die Todesstrafe der Steinigung.
Folgende Interpretationen werden vertreten:
- Rudolf Bultmann, Jürgen Becker u. a.: Jesus von Nazareth meinte mit dem Menschensohn nicht sich selbst, sondern eine endzeitliche Gestalt. Nach Ostern identifizierte die Urgemeinde den Auferstandenen mit dem Menschensohn.
- Philipp Vielhauer, Norman Perrin u. a.: Der Menschensohn-Titel ist nachösterlich und wurde unter dem Einfluss der Bilderreden im 1. Henochbuch (siehe oben) für Jesus Christus geprägt; diese Theorie wird nur noch selten vertreten.
- Geza Vermes, Joseph Fitzmyer, Mogens Müller u. a.: Ausgehend vom aramäischen Sprachgebrauch nimmt man an, dass Jesus von Nazareth Aussagen über den „Menschen an sich“ machte, der z. B. heimatlos sei oder der selbst über den Sabbat bestimmen könne – und nicht der Sabbat über ihn. Die Urchristen nahmen diese für Jesus typische Redeweise und bezeichneten zunächst den endzeitlichen Richter, später auch auf den Gekreuzigten und Auferstandenen als Menschensohn.
- James D. G. Dunn, Maurice Casey u. a.: Jesus von Nazareth bezeichnete sich in einer qualifizierten Weise selbst als Menschensohn; hier liegen authentische Jesusworte vor. Jesus habe beansprucht, im Endgericht selbst als Zeuge (nicht Richter) aufzutreten.
- Klaus Berger, Jens Schröter, Larry Hurtado u. a.: Jesus von Nazareth bezeichnete sich selbst als Menschensohn und beanspruchte damit eine besondere Vollmacht. In diesem Sinn werden die verfolgten Jünger des Menschensohns selig gepriesen; die nachösterliche Christologie knüpft demnach zu Recht an diesem Selbstverständnis des Nazareners an.

### Sohn Davids
Als „Sohn Davids“ wird ein Nachfahre von König David bezeichnet. Auf David bezogen sich in der Hebräischen Bibel verschiedene Traditionen. Das Buch Samuel stellte ihn als Eroberer und Begründer eines großen Reiches dar (Davidisch-salomonisches Großreich); er erhielt 2 Sam 7,13f  zufolge die Zusage ewiger Thronfolge, nachdem er den Wunsch geäußert hatte, JHWH in Jerusalem einen Tempel zu erbauen. Dies habe dann sein Sohn Salomo verwirklicht. Das später verfasste Buch der Chronik steigert die Bedeutung Davids als Vorbereiter des Tempelbaus und Organisator des Tempelkults, so dass Salomo hauptsächlich die Pläne seines königlichen Vaters ausführt. Daran knüpfte die Exilsprophetie nach dem Untergang des Königtums an: Der Messias wurde als später „Spross“ der Davidsdynastie erhofft (Jes 11,1 ). In Mt 1,6–17  werden die Vorfahren Jesu aus dem Geschlecht Davids genau aufgelistet und in einen historischen Bezug gesetzt.
Unter den Schriftrollen vom Toten Meer gibt es einen Text, die dieses Messiasbild mit der vom Volk erhofften gerechten Rechtsprechung für die Armen und Heilung der Kranken verbindet: Die sogenannte messianische Apokalypse 4Q521 zählt aus den Psalmen und dem Buch Jesaja Wohltaten auf, die der Messias für die notleidende Bevölkerung vollbringt, und verbindet sie mit der Hoffnung auf Auferstehung. Hier besteht eine Parallele zu Lk 7,22 /Mt 11,5 . Daniel Stökl Ben Ezra vermutet eine gemeinsame schriftliche Vorlage. Allerdings kann sich der fragmentarisch erhaltene Text 4Q521 statt auf einen auch auf mehrere Messiasse beziehen. Wo Jesus im Neuen Testament Sohn Davids genannt wird, stehen derartige Erwartungen im Vordergrund. Dem hat Jesus nicht widersprochen (Mk 10,46–52 ).
Die neutestamentlichen Davidssohn-Texte zeigen Jesus oft als Heiler und Exorzisten. In zeitgenössischen Texten wie dem Buch der Weisheit (Weish 7,20 ) wird Davids Sohn und Nachfolger Salomo Kenntnis von Heilpflanzen und Macht über Dämonen zugeschrieben. Jesus wäre dann als eine Art neuer Salomo wahrgenommen worden. Indes gab es wohl auch Diskussionen darüber, ob Jesus von Nazareth denn aus davidischer Familie stammte. Die Urchristen reagierten einerseits darauf, indem sie einen Stammbaum für Jesus erstellten, andererseits, in dem sie ein Streitgespräch Jesu mit seinen Gegnern überlieferten, in dem Jesus nachwies, dass der Messias kein Nachfahre, sondern Vorfahre Davids und diesem übergeordnet sei (Mk 12,35f ).

### Weitere Titel Christi

#### Logos
Der Titel Logos λόγος kennzeichnet im NT den Johannesprolog (Joh 1,1.14 ). Der Autor – wahrscheinlich der Evangelist – übersetzte hier zum einen das hebräische dabar für Gottes unmittelbar wirkende Rede im Tanach mit einem Zentralbegriff der griechischen Philosophie, zum anderen – und das ist einzigartig – identifizierte er ihn mit der Person des Heilsmittlers und bezog ihn auf dessen Präexistenz vor der Schöpfung.
Diese Gleichsetzung unterscheidet den Begriff nach Hans Conzelmann auch von den Begriffen Ebenbild oder Bild Gottes εἰκών (2 Kor 4,4 ) und Weisheit (1 Kor 1,30 ) für Jesus bei Paulus.

#### Hoherpriester

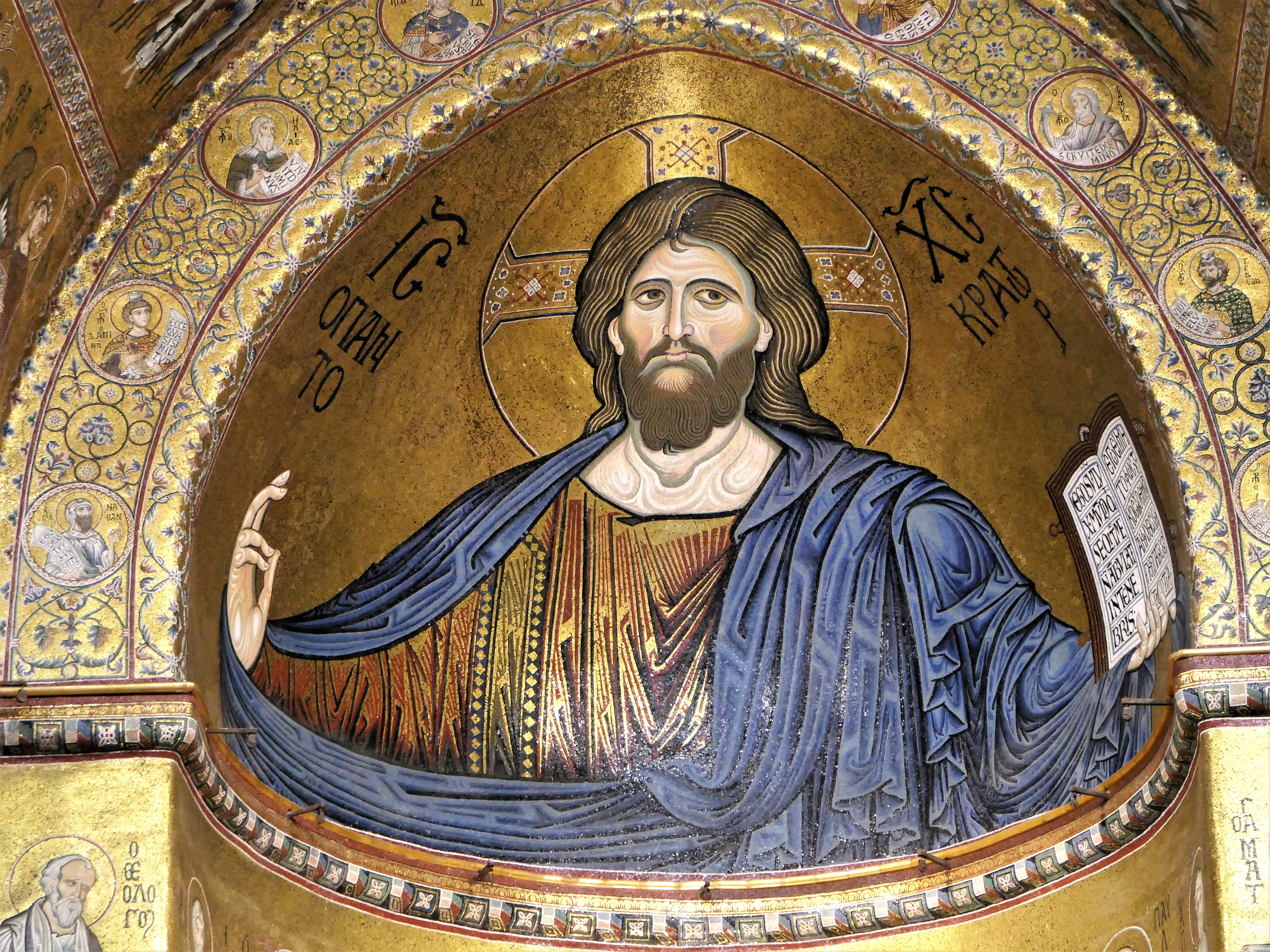
Christus Pantokrator. Die Stola weist Christus neben seiner Rolle als Gott und Herrscher des Alls auch als Priester aus (Kathedrale von Monreale, zweite Hälfte 12. Jhd.)

Gemäß dem Hebräerbrief ab Kapitel 2  läuft das levitische Priestertum im Neuen Bund aus (Heb 7,18–22 ) und Jesus gilt unter Bezugnahme auf Psalm 110,4 (Ps 110,4 ) als neuer „Apostel und Hohepriester“ (Heb 3,1 ) „nach der Ordnung Melchisedeks“ (Heb 5,6 ).

#### Lamm Gottes
Johannes der Täufer bezeichnet Jesus im Johannesevangelium als Lamm Gottes (altgriechisch ἀμνός amnós), das die Sünde der Welt trägt (Joh 1,29 ). Für diese Formulierung werden meist drei alternative Deutungen vorgeschlagen:
- Bezeichnung für eine endzeitliche messianische Figur, wie sie in apokalyptischer Literatur[73] erwähnt wird;
- Passahlamm – hierfür spricht die Bedeutung, die das Passahfest für die Passionsgeschichte nach Johannes hat (der Tod Jesu wird mit dem Zeitpunkt des Schlachtens der Pessachlämmer im Tempel synchronisiert (Joh 19,14.31–36 EU));[74]
- das im Vierten Gottesknechtslied erwähnte Lamm (Jes 53,7 EU), welches den Gottesknecht selbst symbolisiert.

Martin Hasitschka lehnt die genannten gängigen Deutungen ab und hält den Titel für ein allgemein verbreitetes Symbol der Macht- und Wehrlosigkeit.
Paulus von Tarsus bezeichnete Jesus Christus als Passalamm, das geopfert wurde (1 Kor 5,7 ). In 1 Petr 1,18–19  wird Christus mit einem fehlerlosen Opferlamm verglichen, dessen Blut erlösende Kraft habe. In der Johannesoffenbarung ist „Lamm“ (altgriechisch ἀρνίον arníon) der bevorzugt verwendete Titel Christi (Offb 5,6  und öfter); er verbindet das Konzept des tödlich verletzten Opfertiers mit dem des siegreich vorangehenden, mit Gott verbundenen Messias. Der hier gebrauchte Begriff arníon legt für einige Exegeten die Vorstellung eines kräftigen, angriffsbereiten jungen Widders nahe.

#### Zweiter oder letzter Adam
Paulus nennt Jesus den „zweiten“ oder „letzten Adam“ und bezieht ihn damit auf den ersten Menschen in der biblischen Schöpfungsgeschichte. Er beschreibt ihn nicht als seinen Nachkommen, sondern als heilenden Gegensatz: Gegenüber dem aus Erde geschaffenen, durch seine Sünde den Tod für die Menschen auslösenden Adam (Röm 5,12 ) komme Jesus „vom Himmel“ (1 Kor 15,47 ) und habe den Tod für die Menschen überwunden (Röm 5,17f ). Im Gegensatz zur irdischen (1 Kor 15,45 ) verkörpere Jesus die pneumatische Existenzform, die er selbst wirkend erschaffe (1 Kor 15,47 ). Wie Adam zum Stammvater der sündigen Menschheit geworden sei, so gehe aus Jesus die himmlische Gemeinde als Leib Christi hervor (1 Kor 15,48 ; vgl. Kol 1,18 ).

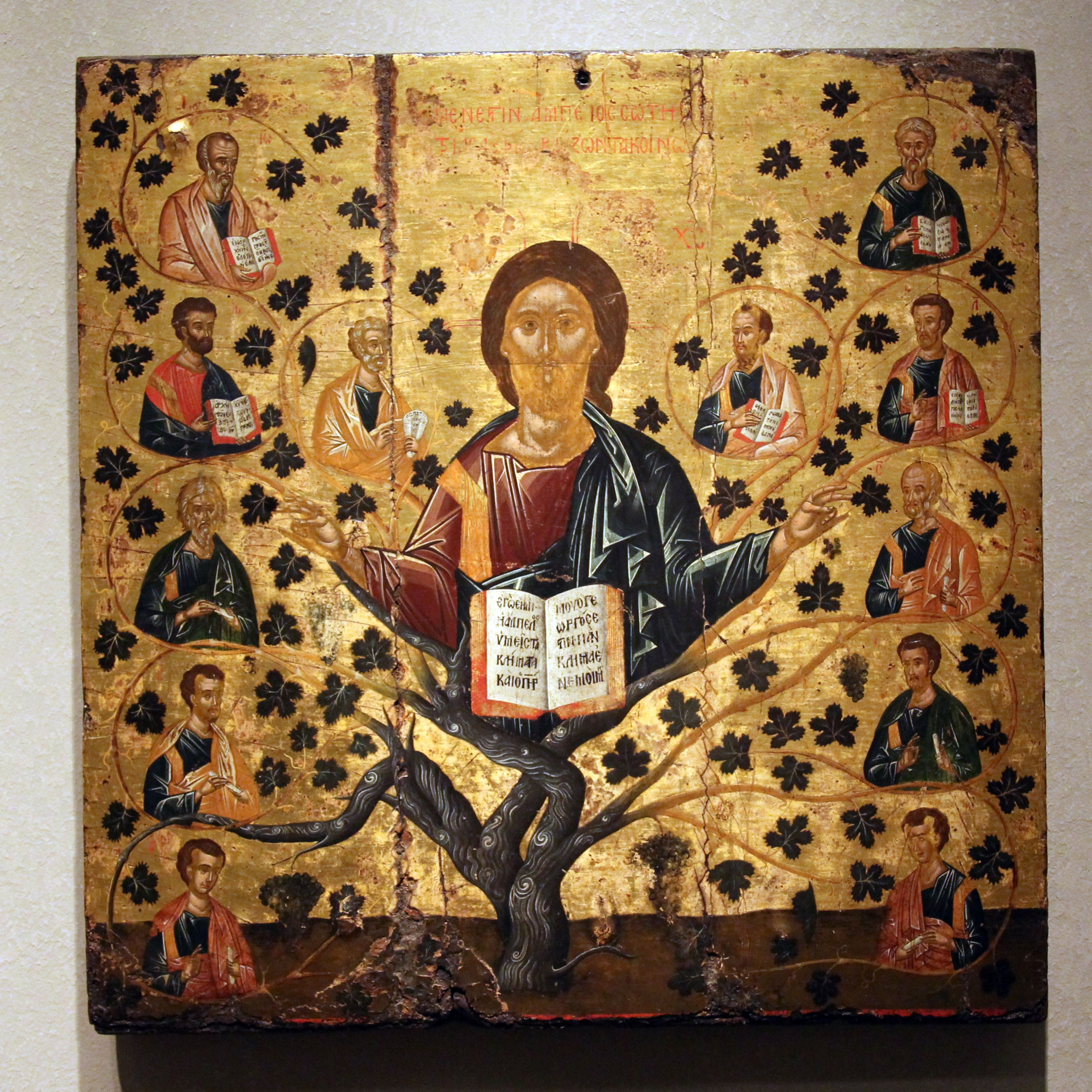
Ikone Christus, der Weinstock (Angelos Akotantos, Kreta, 16. Jahrhundert). Museum für Byzantinische und Christliche Kunst, Athen

Zudem finden sich im NT weitere Titel und Attribute für Jesus Christus:
- A und O (Anfang und Ende: Offb 1,8 EU)
- Arzt (Mt 9,12 EU)
- Bräutigam (Joh 3,29 EU)
- Brot (des Lebens Joh 6,35 EU)
- Bruder (Hebr 2,11 EU)
- Ebenbild Gottes (Kol 1,15 EU)
- Eckstein (Eph 2,20 EU)
- Eingeborener Sohn (Joh 1,14.18 Lut; 3,16.18 Lut und 4,9 Lut)
- Erstgeborener (der Schöpfung: Kol 1,15 EU; von den Toten: Offb 1,5 EU)
- Freund (Joh 15,15 EU)
- Fürst des Lebens (Apg 3,15 EU)
- Gerechter (1 Petr 3,18 EU)
- Haupt (der Gemeinde Eph 1,22 EU; Eph 5,23 EU)
- Heiliger (Gottes Joh 6,69 EU)
- Guter Hirte (Joh 10,11 EU)
- Immanuel („Gott-mit-uns“, Mt 1,23 EU)
- Knecht (Gottes Apg 3,13 EU)
- König (Joh 18,37 EU; 19,3 EU; Lk 19,38 EU)
- Leben/Lebendiger (Joh 11,25 EU)
- Lehrer, Meister (Joh 13,13 EU)
- Licht der Welt (Joh 8,12 EU)
- Mittler (zwischen Gott und Mensch: 1 Tim 2,5 EU)[78]
- Morgenstern, strahlender (Offb 22,16 EU)
- Prophet (Joh 6,14 EU)
- Rabbi (Joh 1,38 EU)
- Retter/Rettender (der Welt: Joh 4,42 EU)
- Sündopfer (2 Kor 5,21 EU)
- Tür (Joh 10,7 EU)
- Vorausgehender (ins ewige Heiligtum: Hebr 6,20 EU)
- Wahrheit (Joh 14,6 EU)
- Weg (zu Gott: Joh 14,6 EU). Siehe auch die Ich-bin-Worte.
- (Wahrer) Weinstock (Joh 15,1 EU)
- Weisheit (1 Kor 1,30 EU)
- Zeuge (Offb 1,5 EU)

## Leiden und Kreuzestod
Der Tod Jesu Christi war für die Urchristen ebenso zentrales Glaubensthema wie seine Auferweckung. Frühe Credoformeln nennen beide Daten immer miteinander. Sie deuten den Tod sprachlich variabel, aber inhaltlich übereinstimmend als Hingabe Jesu bzw. Gottes für seine Anhänger, sein Volk und alle Menschen. Schlüssel dazu waren die Abendmahlsworte (Mk 14,22–25 , 1 Kor 11,23–26 ).
Bald wurden diese Bekenntnissätze erzählend entfaltet. Die Passionsberichte der Evangelien werden auf eine gemeinsame Grundform aus der Jerusalemer Urgemeinde zurückgeführt. Sie beantworten je auf ihre Weise die Frage der Jünger nach dem Sinn des Leidens und Sterbens Jesu mit Hilfe der Schrift (Lk 24,14–17 ). Spätere Gemeindebriefe haben Jesu Tod theologisch verschieden ausgedeutet.

### Passionsbericht bei Markus

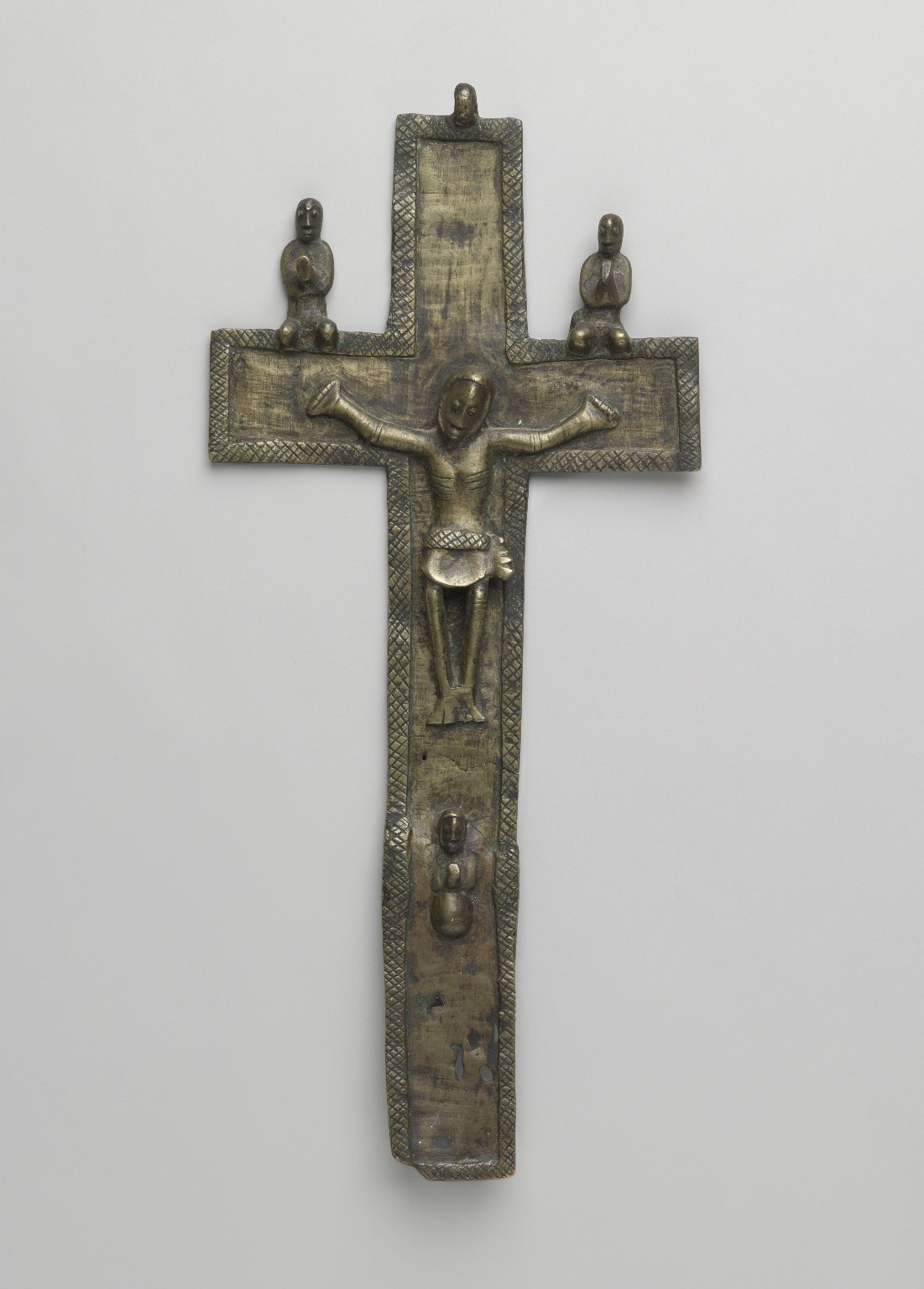
Kruzifix (Nkangi kiditu), Bronzeguss, Kongo, frühes 17. Jahrhundert (Brooklyn Museum)

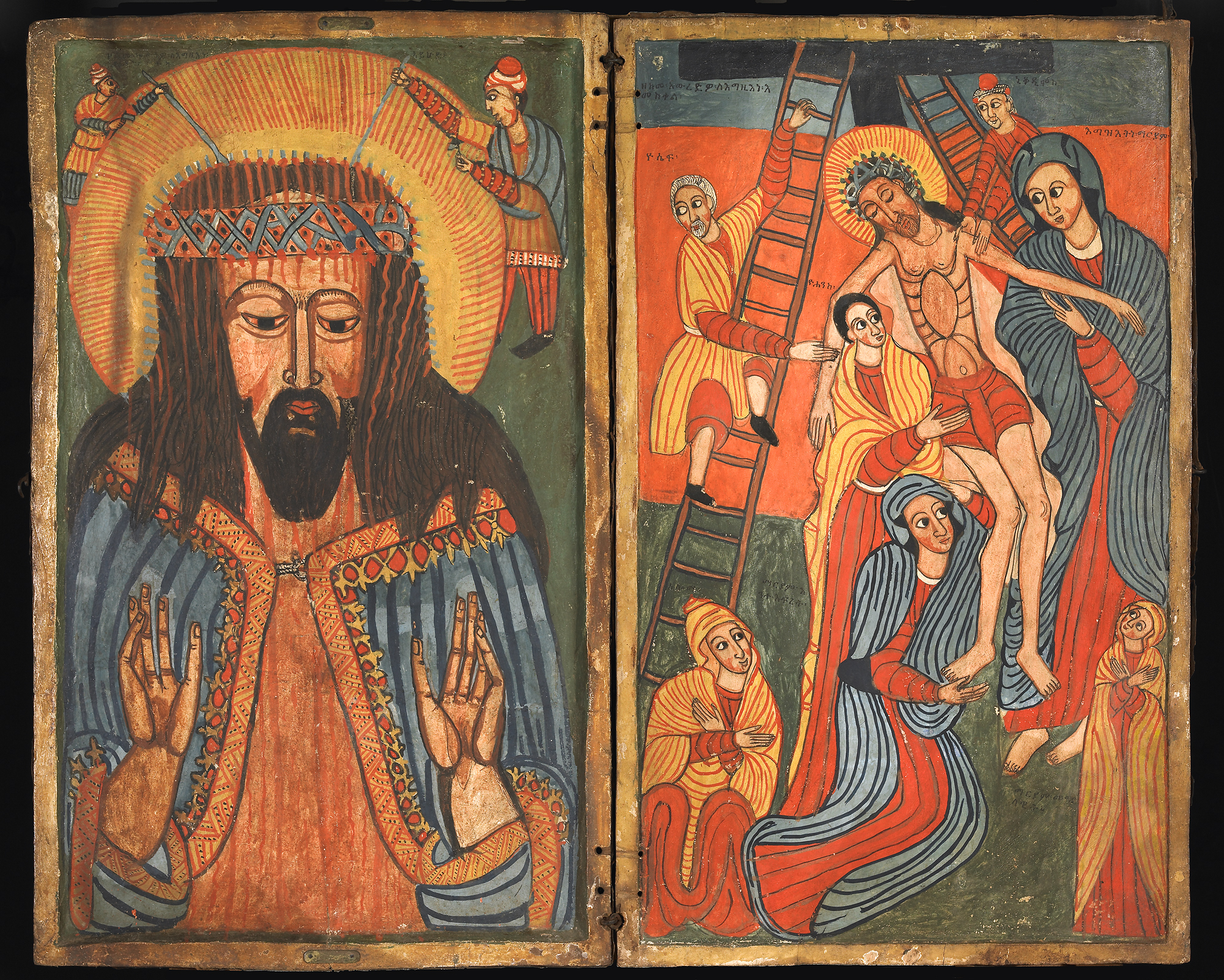
Äthiopisch-orthodoxe Prozessionsikone: Christus mit Dornenkrone und Kreuzabnahme (18. Jahrhundert, Smithsonian National Museum of African Art)

Martin Kähler prägte für das Markusevangelium die Charakterisierung als „Passionserzählung mit ausführlicher Einleitung“. Markus verknüpft Jesu Wirken in Galiläa mit Hilfe der Leidensankündigungen (Mk 8,31 ; 9,31 ; 10,33 ) eng mit seinem Ende in Jerusalem und stellt es als Vorwegnahme der in der biblischen Apokalyptik verheißenen Endzeit dar. Mit Hilfe des Konzepts vom Messiasgeheimnis erklärt er, dass Jesus seine Identität zuerst geheim hielt, um sich erst in seinem Sterben als Messias und Menschensohn zu offenbaren.
Der Bericht beginnt mit Jesu Ankunft in Jerusalem, gefolgt vom letzten Mahl im Rahmen eines Pessach, Festnahme, Prozess, Übergabe, Kreuztragung, Kreuzigung und Grablegung. Eine Mehrheit der Exegeten nimmt an, dass dieser festgefügte Ablauf nicht erst vom Evangelisten Markus geschaffen wurde, sondern auf eine Quelle zurückgeht. Trotz vieler Versuche, diese aus historischen wie theologischen Gründen sehr interessante vormarkinische Quelle zu bestimmen, wurde in der Exegese hierzu kein Konsens erreicht.
Nach der Darstellung des Markusevangeliums nahm Jesus beim Pessachfest mit dem versammelten Zwölferkreis, der für ganz Israel stand und Judas Iskariot einschloss, ein festliches Mahl ein. Er nahm ein Trinkgefäß mit Wein und sagte (Mk 14,24 ): „Das ist mein Blut des Bundes, das für viele vergossen wird.“ Ob mit dem Ausdruck „für die Vielen“ als Aramaismus eine inklusive Vielzahl gemeint ist, also ein „für alle“, und eine Anspielung auf Jes 52,13 –53,12  vorliegt, wird im Anschluss an Joachim Jeremias diskutiert. Falls Jes 52,13 –53,12  zum Verständnis herangezogen werden kann, macht dies eine universale Aussage wahrscheinlich, „die die Völkerwelt miteinschließt.“
Das Stundenschema (Mk 15,33 ) stellt die Kreuzigung Jesu in einen apokalyptischen Verstehenshorizont; eine nahe Parallele ist 4. Buch Esra 6,23f. „Daraus ergibt sich, daß die Stundenangabe … im Zusammenhang mit den Endereignissen zu betrachten ist. In ihr offenbart sich Gottes endgültiges Gericht und Heil.“ Auch die Finsternis bei der Kreuzigung Jesu steht in prophetisch-apokalyptischer Tradition (u. a. Am 8,9 ). Solche Einzelzüge der Erzählung betonen: Hier vollzieht Gott seinen vorherbestimmten Plan. Hier läuft die Frist ab, die aller Gewaltherrschaft gesetzt ist (Dan 7,12 ). Der Text verkündet also: Das Endgericht über Israel und die Völkerwelt fand schon statt. Gott selbst habe seinen Sohn hingegeben, um Israel und alle Menschen aus diesem Gericht zu erretten.
Jesus betet am Kreuz mit Worten des 22. Psalms (Mk 15,34 ): „Mein Gott, mein Gott, warum hast du mich verlassen?“
Dieser Psalm wurde seit dem Exil auf das ungerechte Leiden ganz Israels bezogen. Zu Unrecht zum Tod verurteilte Juden beteten so in Babylonien, Rom, Auschwitz, Bergen-Belsen und anderswo. Jesu Gottverlassenheit hat eine exklusive und eine inklusive Seite. Als der für die Menschheit Gerichtete erleidet er das Gericht stellvertretend für die Menschheit: Nur er kann das, nur er tut das. Niemand anderes kann und soll das noch tun. Als der mit und für alle ungerecht Leidenden schreit er nach Gottes Gerechtigkeit.
Beide Seiten sind nicht von der Geschichte des jüdischen Volkes zu trennen. Denn der Beter von Psalm 22 appelliert an den Gott des Exodus und stellt sein Leiden in Israels Gesamtgeschichte hinein. Er betet und leidet mit seinem und für sein Volk (Claus Westermann).
Markus überliefert einen Abschiedsschwur Jesu beim Passahmahl (Mk 14,25 ): „Ich werde nicht mehr von der Frucht des Weinstocks trinken bis zu dem Tag, an dem ich von neuem davon trinke im Reich Gottes.“ Demgemäß lehnt er am Kreuz den Betäubungstrank seiner Henker ab (Mk 15,23 ), nimmt aber nach seiner Gerichtsklage (Mk 15,34 ) den Weinessig aus der Hand von Juden an, die hofften, der Prophet Elija werde ihn retten.
Das Gericht Gottes ist also für Markus nicht vom Eingehen (Kenosis) Jesu in die Leidens- und Hoffnungsgeschichte Israels zu trennen. Gerade im Sterben Jesu liege Hoffnung. Gott selbst sei darin präsent, leide und sterbe mit seinem Sohn. Gottes Reich werde kommen und alle Gewaltherrschaft überwinden. Jesus selber habe diese Zusage Gottes für alle hoffnungslos Versklavten und Gefolterten ultimativ bekräftigt, indem er sein Leben am Fest der Befreiung Israels für alle Völker hingab. So begründet die älteste narrative Deutung des Kreuzestodes Jesu eine unkündbare Solidarität von Christen mit Juden und allen zu Unrecht Verfolgten.

### Deutungsmotive im NT
Die Urchristen deuteten Jesu Leiden und Tod großenteils mit biblischen Kategorien und Motiven, die ihnen vom Alten Testament, der Hebräischen Bibel, her zugänglich und bekannt waren. Die folgende Tabelle stellt diese Motive vereinfacht dar, da zum Beispiel die Rezeption des Motivs vom leidenden Gottesknecht (Jes 53) differenziert verlief:
| Motiv                                                              | Vorkommen |
| ------------------------------------------------------------------ | --- |
| Bindung Isaaks                                                     | Markus, Paulus, Hebräerbrief                                                                                      |
| Dahingabe                                                          | Synoptische Evangelien, Paulus, Epheser- und Kolosserbrief, 1. Petrusbrief                                        |
| Erfüllung der Schrift, Heilsgeschichte („muss“)                    | Synoptische Evangelien, Johannes                                                                                  |
| Fluch                                                              | Paulus (im Galaterbrief)                                                                                          |
| Kontrastschema: gestorben (durch Menschen) auferweckt (durch Gott) | Lukanisches Doppelwerk                                                                                            |
| Leidender Gottesknecht (Jes 53 )                                   | Synoptische Evangelien, Paulus, Hebräerbrief, 1. Petrusbrief                                                      |
| Leiden des Gerechten                                               | Matthäus, Lukanisches Doppelwerk,1 Johannesbrief, 1. Petrusbrief                                                  |
| Leiden für                                                         | Synoptische Evangelien, Paulus, Hebräerbrief, 1. Petrusbrief                                                      |
| Löschung der Schuldurkunde                                         | Epheser- und Kolosserbrief                                                                                        |
| Loskauf Lösegeld Erlösung                                          | Matthäus, Markus, Paulus, Epheser- und Kolosserbrief, Pastoralbriefe, 1. Petrusbrief, Offenbarung                 |
| Opfer                                                              | Paulus, Epheserbrief                                                                                              |
| Pascha(lamm)                                                       | Synoptische Evangelien, Johannes, Paulus, Offenbarung                                                             |
| Sterben für die Freunde                                            | Johannes |
| Sühne                                                              | Matthäus, Markus, 1. Johannesbrief, Paulus, Epheser- und Kolosserbrief, Hebräerbrief, 1. Petrusbrief, Offenbarung |
| Verfolgung als Schicksal eines Propheten                           | Synoptische Evangelien, Paulus (1. Thessalonicherbrief)                                                           |
| Versöhnung                                                         | Paulus, Epheser- und Kolosserbrief                                                                                |

## Auferstehung

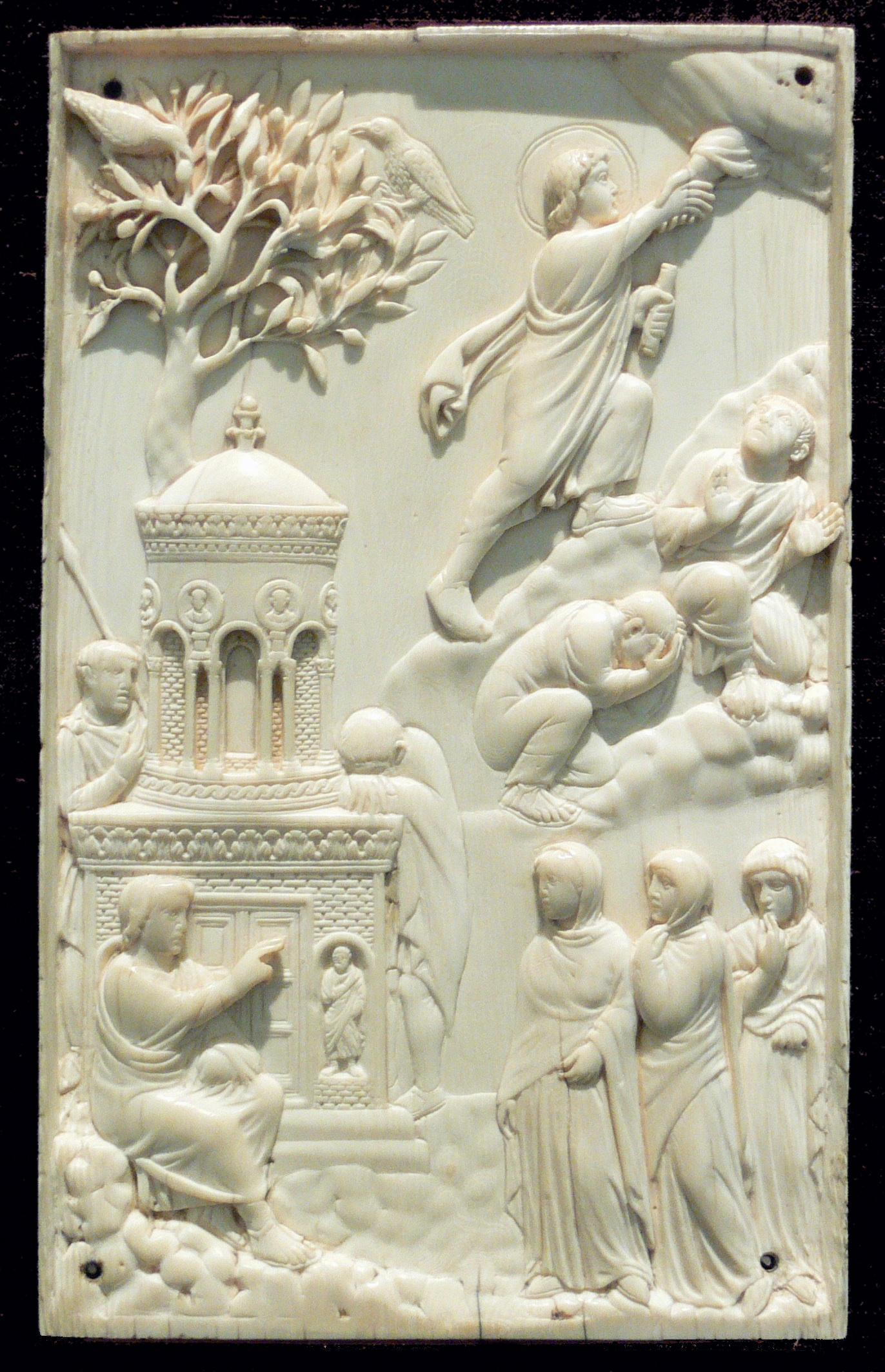
Frauen am Grabe Christi und Himmelfahrt (sog. „Reidersche Tafel“); Elfenbein; Mailand oder Rom, um 400 n. Chr.

Die Auferstehung Jesu von den Toten ist Hauptinhalt der urchristlichen Heilsbotschaft, die im Kern lautete: Jesus wurde für uns gekreuzigt und auferweckt (1 Kor 15,3–5 ). Diese Glaubensaussage beruhte auf bestimmten Erfahrungen mit Jesus nach seinem Tod. Er kündigt den Jüngern schon vor seinem Kreuzestod seine Auferstehung dreifach an: Mt 16,21–23 , Mt 17,22–23  und Mt 20,17–19 .
Das älteste Evangelium berichtete anfangs wohl noch nicht von Jesu nachösterlichem Erscheinen, sondern kündigte es in Mk 16,5  nur an. Auch die neutestamentlichen Briefe führen Jesu Auftreten nach seiner Auferstehung nicht aus. Lukas, Johannes und die Apostelgeschichte beschreiben die Auferstehung genauer. Allen Ostertexten gemeinsam ist, dass sie die Identität des Auferstandenen mit dem ermordeten Jesus von Nazareth herausstellen. Dies geschieht auf unterschiedliche Weise. Während Matthäus die Kontinuität der Lehre Jesu hervorhebt, wird im lukanischen Doppelwerk und im Johannesevangelium die Leiblichkeit des Auferstandenen betont, der durch bestimmte Handlungen die Identität mit dem irdischen Jesus herstellt: Friedensgruß, Bibelauslegung, gemeinsame Mahlzeit oder Zeigen der Wundmale.

### Die ersten Augenzeugen
Paulus ist der früheste Autor einer neutestamentlichen Schrift und erklärte, den Auferweckten selbst gesehen zu haben. Er übernahm ein frühes Credo, verbunden mit einer Zeugenliste (1 Kor 15,3–8 ):

„Christus ist für unsere Sünden gestorben, gemäß der Schrift und ist begraben worden. Er ist am dritten Tag auferweckt worden, gemäß der Schrift, und erschien dem Kephas, dann den Zwölf. Danach erschien er mehr als fünfhundert Brüdern zugleich; die meisten von ihnen sind noch am Leben, einige sind entschlafen. Danach erschien er dem Jakobus, dann allen Aposteln.“

Paulus zitierte hier einen traditionellen Text aus einer griechischsprachigen christlichen Gemeinde mit jüdischem Hintergrund, vielleicht in Antiochia am Orontes. Es ist möglich, dass hinter diesem alten Text ein aramäischsprachiges Glaubensbekenntnis der Jerusalemer Urgemeinde steht. Paulus stellte dazu fest, dass viele Augenzeugen noch lebten und befragt werden konnten. Dann fügte er seine eigene Jesusvision hinzu:

„Zuletzt erschien er auch mir, gleichsam der Missgeburt.“

Mit dieser als Berufung erfahrenen Jesusvision (Gal 1,15 ) begründete er wie der Prophet Jeremia seinen gleichberechtigten Auftrag zur Völkermission. In 2 Kor 3,18  betonte er, dass Christen die Herrlichkeit bzw. den Lichtglanz des Herrn wie in einem Spiegel schauten und dadurch selbst verändert, nämlich in das Bild Christi verwandelt würden.
Was genau diese ersten Zeugen „sahen“, war der „Auferweckte“: Dieser Ausdruck bezeichnet Gottes unsichtbares Handeln am getöteten Jesus. Das Bild des Weckens vom Schlaf meint die jenseitige Überwindung des Todes. Das Passivum Divinum drückt Respekt aus: Fromme Juden vermeiden es, Gott beim Namen zu nennen. Ihr Credo deutet aber diesseitige Erfahrungen: Es weist auf eine leibhafte Begegnung mit Jesus hin und zugleich auf seine unvergleichbare, der Sterblichkeit nicht mehr unterworfene Seinsweise.
„Er ist wahrhaftig auferstanden!“ (Lk 24,34 ): Dieser frühe Bekenntnissatz bezog sich auf das aktive Erscheinen des Auferweckten vor seinen Jüngern. Beide Ausdrücke bezeichnen im Neuen Testament wie in der jüdischen Apokalyptik exklusiv Gottes Handeln. Das „Sehen“ meint dort das Vorhersehen der Zukunft in einer von Gott geoffenbarten „Vision“ (Dan 7,1 ). Es war demnach kein gewöhnliches Wahrnehmen, sondern ein Erkennen, von dem die Beteiligten nur sagen konnten, dass Gott (AT) bzw. Jesus (NT) es selbst bewirkt habe.

### Das leere Grab
Der älteste Passionsbericht, den Markus übernahm, führt das urchristliche Credo erzählend aus und endet daher mit der Entdeckung des leeren Grabes Jesu am „dritten Tag“ von Jesu Tod an (Mk 16,1–8 ). Der Passionsbericht liefert folgende Darstellung: Nur noch Frauen von Jesu Anhängern waren dabei (Mk 15,40f ). Einige sahen, wo er begraben wurde (Mk 15,47 ). Nach dem Sabbat wollten sie den Toten gemäß jüdischer Sitte einbalsamieren und so ehren (Mk 16,1). Dabei fanden sie sein Grab leer. Die Erklärung dafür gab ihnen ein Engel in der Gestalt eines jungen Mannes in weißem Gewand (v. 6–7):

„Er aber sagte zu ihnen: Erschreckt nicht! Ihr sucht Jesus von Nazaret, den Gekreuzigten. Er ist auferstanden; er ist nicht hier. Seht, da ist die Stelle, wohin man ihn gelegt hat. Nun aber geht und sagt seinen Jüngern und dem Petrus: Er geht euch voraus nach Galiläa; dort werdet ihr ihn sehen, wie er es euch gesagt hat.“

Das verweist auf die frühe Zeugenliste. Ihr „Sehen“ wird demnach als Erkenntnis gedeutet: Gott hat diesen zuvor getöteten Galiläer auferweckt. Darum war sein Grab leer. Alle, die ihn nicht sahen, wurden auf einen Weg gesandt, auf dem er sich zu erkennen gab: Das rief sie erneut in die Nachfolge. Der betonte Hinweis auf „den Gekreuzigten“ stellt Gottes endgültiges Lebenschaffen gegen das unrechtmäßige Töten der Menschen und verweist auf die urchristliche Predigt in Jerusalem (Apg 4,10 ): „Ihr habt ihn gekreuzigt, Gott aber hat ihn auferweckt!“
Nur bei Markus endet der Bericht mit der Flucht der Frauen, die entgegen ihrem Auftrag nichts weitersagen (Mk 16,8 ). Das erinnert an die Flucht der Männer bei Jesu Festnahme (Mk 14,50 ) und macht klar, dass die Frauen diese zunächst gar nicht antreffen konnten. Es spielt auch versteckt auf Jes 52,15  an, wo von der Erhöhung des verachteten, „für uns“ getöteten Gottesknechts die Rede ist (Jes 53,4f ).
Danach kann nur Jesu eigenes Erscheinen Entsetzen, Angst und Trauer überwinden, in Freude verwandeln (Mt 28,8 ) und Glauben an ihn schaffen (Joh 20,20 ). Damit legt der Text nahe, dass die Jesusvisionen schon bekannt waren und in oder unterwegs nach Galiläa (Emmaus, Lk 24,13 ) erfolgten: also einige wenige Tage nach der Jüngerflucht und Jesu Tod.
Der historische Gehalt der Grabüberlieferung ist stark umstritten. Forschungsgeschichtlich prägend war, dass Rationalisten das leere Grab als historisches Faktum voraussetzten und dafür verschiedene, mit dem naturwissenschaftlichen Weltbild der Aufklärung kompatible Deutungen vorschlugen (Missverständnis über den Ort der Beisetzung, Entnahme des Leichnams, Scheintod). Die traditionsgeschichtliche Forschung fragt demgegenüber, welche Parallelen es in der Umwelt des Urchristentums gibt. Hier lassen sich jüdische und pagane Entrückungserzählungen anführen, die jedoch durchweg voraussetzen, dass die betreffende Person in den Himmel entrückt wird, ohne gestorben zu sein. Eine andere Traditionslinie stellt die frühjüdische Märtyrerverehrung dar, auf die Rudolf Pesch hinwies. Demnach hielt man es in der Umwelt des Urchristentums für möglich, dass Märtyrer nach ihrem Tod von Gott wieder zum Leben erweckt wurden (vgl. Mk 6,14–16 ). Die körperliche Auferweckung ist auch eine die Rehabilitierung der unter Folter Ermordeten (vgl. 2 Makk 7,11 ). Diese Parallele erklärt aber nicht, warum die Urgemeinde überzeugt war, dass die Auferweckung des gekreuzigten Nazareners die endzeitliche Totenauferweckung vorwegnahm und so die eigene Auferstehungshoffnung begründete; dieser Transfer ist ein Alleinstellungsmerkmal des Christentums.
Einige Neutestamentler (z. B. Rudolf Bultmann, Willi Marxsen, Gerd Lüdemann) halten die Überlieferung vom leeren Grab für eine späte apologetische Legende, die Jesu Auferstehung nachträglich „beweisen“ sollte. Auch Georg Strecker sieht in dieser Erzählung „Merkmale sekundären legendarischen Ursprungs“. Andere (Ulrich Wilckens, Peter Stuhlmacher) gehen davon aus, dass die Auffindung des leeren Grabes „am dritten Tag“ historisch gewesen sei und erst Markus den Bericht davon mit der Engelsbotschaft und Jesu Erscheinungen verbunden habe.
Für die Historizität wird angeführt, dass die Zeugenliste keine Frauen, die Grabgeschichte keine Männer und nur Frauen nennt, die Zeugen der Grablegung Jesu waren. Hätte man etwas erfinden wollen, so das Argument, hätte man andere Zeugen dafür benannt. Frauen waren im antiken Judentum, einer patriarchalischen Gesellschaft, in juristischen Kontexten nicht zeugnisfähig, so dass ihr anfängliches Schweigen plausibel wirkt. Allerdings liegt hier kein juristischer Kontext vor, und den Evangelien zufolge löste der Bericht der Frauen nicht deshalb Skepsis aus, weil er von Frauen stammte, sondern weil er so außergewöhnlich war. Nach Lk 24,11  hielten die Männer ihre Nachricht vom leeren Grab für ein „Gerücht“ (Martin Luther übersetzte: „Märchen“) und glaubten ihnen nicht, bis Jesus selbst sie überzeugte. Das legt nahe, dass die Erscheinungen Jesu unabhängig von, aber zeitnah zur Entdeckung des leeren Grabes erfolgten. Dass dieses in Jerusalem bekannt war, könnte Mt 28,13  zeigen: „Erzählt den Leuten: Seine Jünger sind bei Nacht gekommen und haben ihn gestohlen, während wir schliefen.“ Solche Polemik gegen die Urchristen überliefert auch die Mischna.
Damals wurden jüdische Märtyrer durch den Ausbau ihrer Gräber geehrt, um ihr Anrecht auf künftige Auferstehung zu betonen (Eduard Schweizer). Das war den Urchristen verwehrt: „Was sucht ihr den Lebenden bei den Toten?“ (Lk 24,5 ). Darum fehlt Jesu Grab in den ersten Petruspredigten und in den Paulusbriefen. Doch wenn es nicht nachprüfbar leer war, dann hätte sich die Botschaft von seiner Auferweckung in Jerusalem (Apg 2,32 ) kaum halten können. Dieses Argument wird von den Neutestamentlern Klaus Berger und Martin Karrer sowie Dogmatikern wie Paul Althaus und Karl Barth geltend gemacht.

### Die Emmausjünger

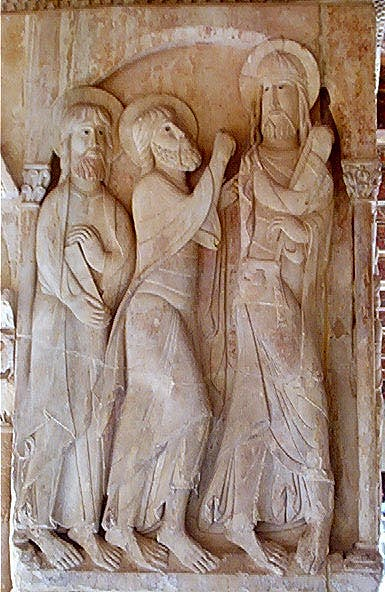
Zwei Jünger begegnen Jesus auf dem Weg nach Emmaus. Relief aus dem Benediktinerkloster Santo Domingo de Silos in Nordspanien, entstanden zwischen 1085 und 1100.

Nach Lk 24,13–35  begegneten zwei seiner Jünger Jesus auf dem Weg von Jerusalem nach Emmaus. Sie erkennen ihn nicht, teilen ihm aber ihre maßlose Trauer und Enttäuschung mit: „Wir aber hatten gehofft, dass er der sei, der Israel erlösen werde.“ Darauf legt er ihnen die Schrift aus: „Musste nicht der Messias all das erleiden, um so in seine Herrlichkeit zu gelangen?“ Sie bitten ihn, zu bleiben. Er tut es, isst mit ihnen und bricht dabei wie beim Passahmahl vor seinem Tod das Brot. „Da gingen ihnen die Augen auf und sie erkannten ihn; dann sahen sie ihn nicht mehr.“ Darauf tauschen sie ihr Erlebnis aus – „Brannte uns nicht das Herz in der Brust, als er unterwegs mit uns redete und uns den Sinn der Schrift erschloss?“ –, kehren sofort nach Jerusalem um, treffen dort die versammelten Elf und hören deren Bestätigung: „Der Herr ist wirklich auferstanden und ist dem Simon erschienen“.
Der Text repräsentiert lukanische Theologie: Der Evangelist wollte zeigen, wie man auch ohne eigene Vision Christ werden kann. Bibelauslegung, Eucharistie, Austausch der Erfahrungen mit Jesus und gemeinsames Glaubensbekenntnis spiegeln wohl den Ablauf eines urchristlichen Gottesdienstes. Der Name „Kleophas“ (v. 18) für einen der Jünger – der zweite bleibt ungenannt – wurde sichtlich später eingefügt. Wäre der Zeuge historisch, hätte die Urgemeinde seinen Namen in ihre Liste aufgenommen. Der Credosatz, auf den der Text zielt, wird von NT-Historikern als sehr alt und der Geschichte vorgegeben eingeschätzt. Es erinnert daran, dass Petrus den Auferweckten als Erster sah und dies dann Anderen mitteilte. Auch Mk 16,7  nennt ihn neben den übrigen Jüngern. Das bestätigt den Anfang der Jerusalemer Zeugenliste.

### Die Elfervision
Alle Evangelien berichten von einer Erscheinung Jesu vor dem Kreis der ersten Jünger. Dabei reden die Synoptiker ausdrücklich von elf Jüngern, da Judas Iskariot nicht mehr zu „den Zwölfen“ gerechnet wurde (nach Mt 27,5  hatte er sich erhängt). Das Johannesevangelium nennt keine Zahl, jedoch wird Judas auch dort nicht mehr erwähnt. Alle Evangelien begründen mit der Erscheinung Jesu die Beauftragung der Jünger zur Völkermission. Jedes Evangelium formuliert diese anders und zeigt so seine besondere theologische Sicht. Diese Beauftragung ist das Hauptmotiv. Die Legitimierung von Hierarchien in den urchristlichen Gemeinden ist als Nebenmotiv erkennbar. Denn die Erscheinungen waren zeitlich befristet, die Liste der Zeugen ist daher abgeschlossen, und diese Zeugen haben einen privilegierten Zugang zur österlichen Hermeneutik der Jesustradition.
- Mt 28,1–20 EU übernahm und veränderte die Grabgeschichte: Die Frauen, die sich bei Markus noch fürchteten und nichts weitersagten, freuen und beeilen sich nun, ihren Auftrag auszuführen. Sie begegnen Jesus selbst, der durch sie die Jünger zu einem Berg in Galiläa bestellt. Dort erscheint er ihnen, offenbart seine ihm von Gott übergebene Macht, sagt ihnen seine Geistesgegenwart und Wiederkunft zu und beauftragt sie zur Völkermission. Dieser schließt die Taufe auf seinen Namen und das Halten all seiner Gebote (Bergpredigt, Mt 5–7 EU) ein.
- Lk 24,36–53 EU und Joh 20,19–23 EU teilen gemeinsame und verschiedene Motive der Jüngersendung: Jesus erschien am Abend des Sabbatfolgetags nach seinem Tod, trat zu den Versammelten (Joh: durch verschlossene Türen), entbot ihnen den Friedensgruß, überwand ihre Angst und ihren Unglauben (Lk: durch Essen, Joh: durch Zeigen der Wundmale), legte ihnen die Schrift aus (Lk) bzw. gab ihnen den Heiligen Geist (Joh), sandte sie in die Welt zur Verkündigung der Sündenvergebung und Buße (Lk) bzw. zum Erlassen oder Behalten der Sünden (Joh).
- Mk 16,9–20 EU ist ein späterer Anhang an das ursprüngliche Ende des Evangeliums: Er setzt die Jesusbegegnungen Marias (Joh 20 EU) und der Emmausjünger (Lk 24 EU) schon voraus, die Markus noch nicht kannte. Er bringt die verschiedenen Erscheinungsberichte in eine Abfolge, um Widersprüche auszugleichen. Dabei widerspricht er jedoch der Zeugenliste: Dort steht die Elfervision aller Erstberufenen am Anfang, hier am Ende. Der universale Missionsauftrag der Christen enthält nun auch die Vollmacht zum Austreiben von Dämonen, analog zu den bei Markus überlieferten Exorzismen Jesu.

Alle Evangelien betonen die Identität der auferweckten mit der gekreuzigten Person, des neuen mit dem alten Leib: Damit wehren sie wohl die gnostische These vom „Scheintod“ des Erlösers ab. Dass der Auferstandene sich ernährte, hieße aber, dass er nur wiederbelebt, nicht unsterblich war. Doch die Texte verkünden auch, dass er den Naturgesetzen nicht mehr unterworfen war, sondern durch Wände ging (Joh 20,19 ) und an verschiedenen Orten zugleich erschien (Lk 24,33–36 ). – Nach 1 Kor 15,50f  kann der alte den neuen Leib nicht „erben“, sondern der himmlische Leib verwandelt den irdischen völlig. Insofern bestätigte Paulus, der nichts vom leeren Grab Jesu zu wissen schien, die Evangelienberichte indirekt.
Ob und wo Jesus sich den elf Jüngern zeigte – in Galiläa (Mk und Mt) oder in Jerusalem zwei Tage nach Jesu Tod (Lk und Joh) –, ist nicht mehr zu ermitteln. Beides war bei einer Jüngerflucht drei Tage zuvor unmöglich. Darum erklärt jeder Evangelist das Jüngertreffen anders: Bei Matthäus erschien Jesus den Frauen am Grab zusätzlich zu den Engeln. Bei Lukas veranlasst das Emmauserlebnis die sofortige Rückkehr der Elf. Bei Johannes blieb Petrus in Jerusalem und betrat Jesu Grab, während Maria ihn zuerst sah. So verknüpften die Evangelisten die Grabgeschichte auf widersprüchliche Weise mit den Erscheinungen, um das Jüngertreffen zu erklären.

### Spätere Erscheinungstexte
- Mk 9,1–13 EU erinnert mit Jesu Verklärung auf einem Berg in Galiläa an eine nachösterliche Jesusvision (v. 9) für Petrus, Jakobus und Johannes. Diese Namen nennt Gal 2,9 EU als „Säulen“ der Urgemeinde: Man kann also annehmen, dass sie ihr Führungsamt aufgrund einer solchen Jesusvision erhielten. Markus deutet diese als vorösterliche Offenbarung des erwählten Sohnes Gottes in Gegenwart des Mose und des Elija, des Gesetzes und der Propheten.
- Joh 20,1–18 EU formt die überlieferte Grabgeschichte zu einer Selbstoffenbarung des Auferweckten um. Der Text widerspricht offenbar bewusst der synoptischen Tradition: Maria Magdalena, nicht Petrus sah Jesus zuerst. Dafür betrat Petrus als Erster das leere Grab. Die johannäische Endredaktion widersprach dem nochmals und fügte den „Jünger, den Jesus liebte“ ein: Sie lässt ihn mit Petrus um die Wette laufen und das leere Grab zuerst betreten, um seine Autorität zu untermauern. Das bestätigt: Ohne Jesu eigenes Erscheinen konnte das leere Grab nur Furcht und Entsetzen, aber keinen Glauben an Jesu Auferstehung bewirken. Es bestätigt auch: Frauen waren – ob sie ihn selbst sahen oder nur sein Grab leer fanden – die ersten Osterzeugen.
- In Joh 21,1–14 EU erscheint Jesus sieben seiner ersten Jünger am Ufer des Sees Genezareth, wo er sie anfangs berief. Er hilft ihnen, einen großen Fischfang zu machen. Der Jünger, den Jesus liebte, erkennt als Erster: „Es ist der Herr!“ Dieser lädt sie zum gemeinsamen Mahl ein, bereitet es vor und isst mit ihnen. Auch dieser Text wurde an einen früheren Schluss des Evangeliums angehängt (Joh 20,31 EU) und gehört zu seiner Endredaktion (v. 24). Er setzt die Episode vom wunderbaren Fischzug (Mt 4,8–22 EU/Lk 5,1–11 EU) voraus, erinnert an die ersten Jüngerberufungen Jesu (Mk 1,16–20 EU), will die Adressaten so zur Mission ermutigen und neu Getaufte zum Abendmahl einladen. – Der Fisch wurde für verfolgte Christen in Rom zum geheimen Erkennungszeichen: griechisch Ichthys (Ιχθυς) ist das Akrostichon Iesus Christus Theu ´Yios Soter (Ιήσους Χριστος Θεου Ύιος Σωτηρ, „Jesus Christus, Sohn Gottes, Erlöser“).

### Rekonstruktionsversuche des Osterereignisverlaufs

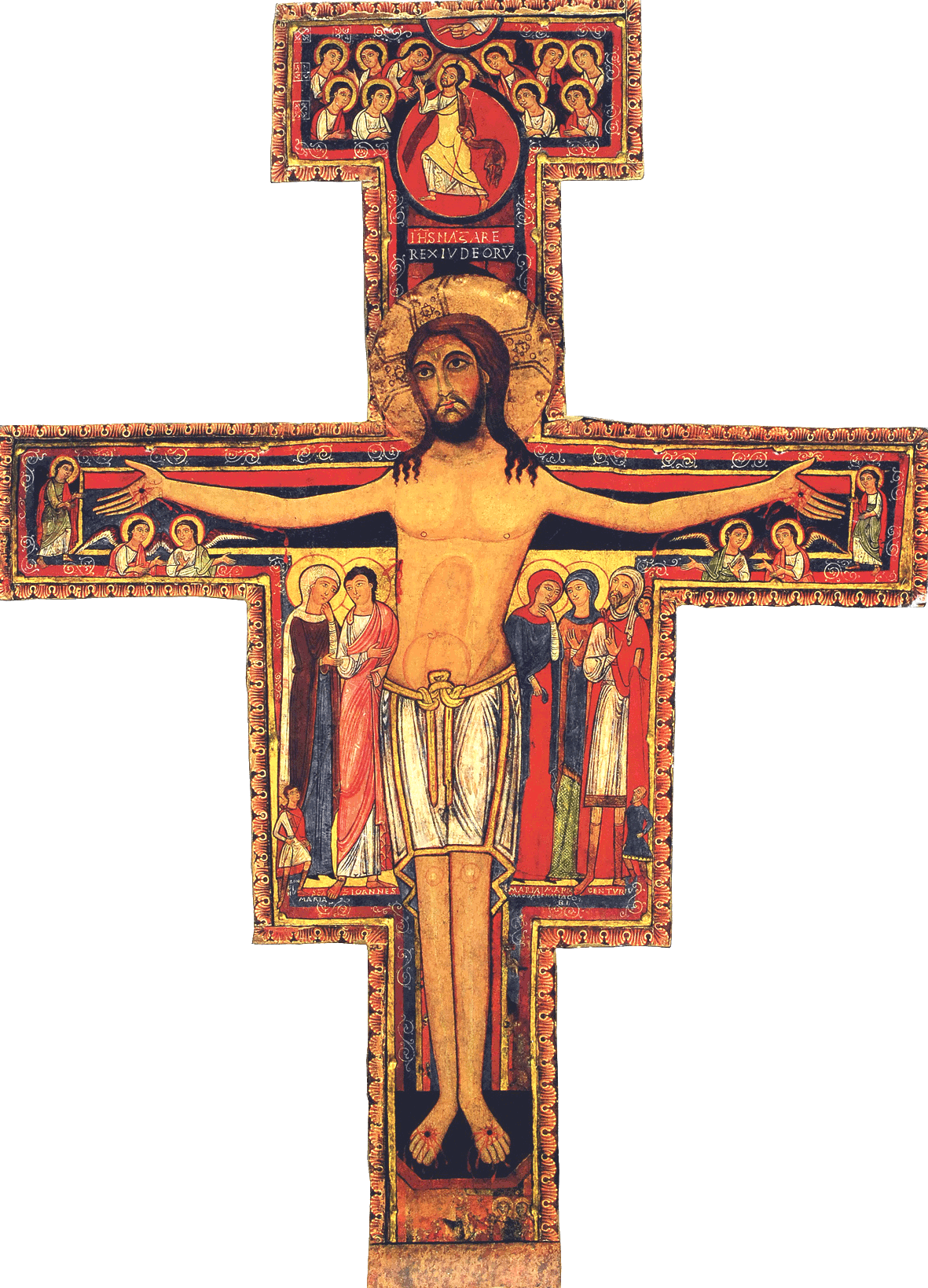
Kreuz von San Damiano, um 1100

Was nach Jesu Tod geschah, erzählen die Evangelien in den Grundzügen übereinstimmend:
- Jesus wurde an seinem Todestag noch vor Anbruch des Sabbats in ein frisches Felsengrab gelegt. Einige Frauen unter seinen Anhängern sahen, wo man ihn begrub.
- Am Tag nach dem Sabbat wollten sie den Toten einbalsamieren. Dabei fanden sie sein Grab leer vor.
- Die Jünger kehrten inzwischen getrennt nach Galiläa zurück. Dort oder auf dem Weg dorthin hatten einige von ihnen eine Vision, die sie als Wundertat Gottes erfuhren und beschrieben: Jesus wurde auferweckt.
- Diese Visionen ähnelten sich, fanden aber unabhängig voneinander, zeitlich und räumlich gestreut statt (Lk 24,34 EU).
- Daraufhin suchten die Jünger erneut Kontakt, tauschten ihre Erlebnisse aus und kehrten nach Jerusalem zurück: Dort erwarteten Juden gemäß biblischer Prophetie das Weltende.
- In der Stadt trafen sie die Frauen, die ihnen das leere Grab zeigten. Ihr Bericht davon wurde daraufhin zur Verheißung des „Sehens“ Jesu in Galiläa umgeformt.

Die Rückkehr der Jünger nach Jerusalem erfolgte also wahrscheinlich unabhängig von einer Grabentdeckung der Frauen. Sie kehrten dann nicht unbedingt gleichzeitig, sondern aufgrund je eigener Erfahrungen und Nachrichten vom auferstandenen Jesus dorthin um. Deshalb nehmen zum Beispiel der Kirchenhistoriker Hans von Campenhausen, der Dogmatiker Wolfhart Pannenberg und der Neutestamentler Martin Karrer an, dass die ältesten Notizen von Jüngern, denen Jesus unterwegs nach Galiläa erschien, echte Erlebnisse widerspiegelten, da anders die Gemeindegründung in Jerusalem nach der Jüngerflucht kaum zu erklären sei. Andere Theologen dagegen halten die Erscheinungsberichte für subjektive Projektionen ohne äußeren Anstoß.
Welche Frauen Jesu leeres Grab fanden, warum sie es aufsuchten, welche Jünger den auferweckten Jesus sahen, wann, wo und was sie dabei sahen und hörten: das sind einige der Punkte, die die Evangelien verschieden und zum Teil widersprüchlich überliefern. Sie bestätigen nur die Erstvision des Petrus und einiger anderer ungenannter Jünger aus der Zeugenliste der Urgemeinde, ohne diese näher zu beschreiben. Von den in der Liste genannten Erscheinungen Jesu vor „500 Brüdern“ und „allen Aposteln“ wissen sie nichts. Die „Himmelfahrt“ (Apg 1 ) galt nur dem Elferkreis; die Massenvision meint eventuell eine Massentaufe wie die nach der Pfingstpredigt (Apg 2,41 ).

### Theologische Deutungsmotive der Ostertexte
- Gott hat gehandelt

Alle Ostertexte des Neuen Testaments (Zeugenliste, Evangelien und Apostelgeschichte) stimmen darin überein, dass nur Gott selbst Jesus auferwecken konnte. Niemand war dabei. Nur der Auferweckte selbst konnte sich dann seinen Jüngern offenbaren. Von sich aus erkannte ihn niemand. Nur einige der ersten Jünger und Paulus sahen den Auferstandenen. Dieser war nur eine befristete Zeit lang zu sehen (Apg 1,2–5 ). Das betont den besonderen Charakter des Verkündeten als ein reales Ereignis, das aber außerhalb aller sonst bekannten Wirkungszusammenhänge steht (Wunder). Es ist nicht „von außen“ einsehbar, sondern wurde nur einem kleinen Kreis von Zeugen offenbart. Wer dem Neuen Testament glauben möchte, kann nur dem Glauben dieser ersten Zeugen glauben und ihrem Zeugnis trauen, oder aber nicht.
Hier liegt der Grund für die Bandbreite der Deutungen: In der älteren Diskussion vermuteten Religionskritiker „Betrug“ (Hermann Samuel Reimarus), „Fiktion“ und „subjektive Visionen“ (David Friedrich Strauß) oder aber „Projektion“ (Ludwig Feuerbach, Sigmund Freud). Der Neutestamentler Rudolf Bultmann erklärte die Ostertexte aus einem mythologischem Selbstverständnis der ersten Christen und befand, die Ostertexte enthielten apologetische Legenden, Gerd Lüdemann motivierte sie psychologisch mit dem Umschlag von Schuldgefühlen in Gnadengewissheit. Konservative protestantische Dogmatiker wie Walter Künneth und Wolfhart Pannenberg versuchten, Jesu Auferstehung als „historisches Ereignis“ auszuweisen. Karl Barth betonte gegen Bultmann das objektive Geschehen hinter den Glaubenszeugnissen, das aber prinzipiell nicht historisch verifizierbar sei.
- Der Auferweckte schenkt Versöhnung und überwindet so den Unglauben

Die Ostertexte betonen die Identität des nun Auferstandenen mit dem zuvor Gekreuzigten. Sie erinnern Jesu Jünger damit an ihr Versagen angesichts seines Todes: Sie hatten ihn verraten, verlassen und verleugnet. Nur er selbst konnte also ihren Unglauben überwinden. Er tat dies, indem er sich mit ihnen versöhnte. Erst das öffnete ihre Augen. Das gemeinsame Essen gab ihnen erneut – und diesmal unwiderruflich – Anteil am Heil. Diesen Aspekt betonen besonders die Evangelien: Das ist der Sinn der Mahlmotive in ihren Erscheinungstexten. Darum feierte die Urgemeinde in jedem Gottesdienst das Abendmahl.
- Der gekreuzigte Jude aus Galiläa ist der zu Gott erhöhte Sohn Gottes

Mit der Versöhnung zugleich schuf der Auferstandene die Erkenntnis, wer er in Wahrheit ist: der von Gott gesandte und zu Gott erhöhte Christus. Dieser Mensch ist also der endgültige Offenbarer dieses Gottes und sein einzigartiges Ebenbild. Als solchen haben ihn die Urchristen dann verkündet, während sie vor seinem Tod noch, wie er, das Reich Gottes verkündeten (Mt 10,7 ). Der Titel des Gottessohnes beinhaltete dabei auch schon die Aspekte der ewigen Erwählung (Präexistenz Christi), Präsenz, Weltherrschaft und Wiederkunft.
- Der Sohn Gottes ist der kommende Weltrichter

Alle Urchristen deuteten Jesu Erscheinen als „Auferweckung“. Das war von ihren jüdischen Glaubensvoraussetzungen her undenkbar: „Auferweckt“ werden sollten die Toten gemeinsam, und zwar erst am Ende der Welt, wenn Gott zum Gericht erscheint. Ein nach jüdischem Recht Verurteilter, der gekreuzigt wurde, galt als von Gott verflucht. Er wäre im jüdischen Glauben nicht auferweckt oder im Endgericht verworfen worden.
Die Texte zeigen nach der verzweifelten Jüngerflucht unübersehbar ihre Freude über die überraschende Wende. Jesu Erscheinen war für sie völlig unerwartet und rief zuerst Furcht hervor: Denn damit kam der Richter, um sein Endgericht vorwegzunehmen und in Kraft zu setzen. Besonders Paulus, der Verfolger der Urgemeinde, erfuhr das: Ihm gegenüber zeigte sich der inthronisierte Menschensohn im Lichtglanz der Herrlichkeit Gottes (Apg 9,3 ; 2 Kor 3,18 ). Darauf konnte nur Verstummen, Erblinden und Kniefall folgen. In seiner Berufungsvision fehlen daher das Mahlmotiv, das Sendungsmotiv und der Schriftbeweis: Diesen führte Stephanus bereits, von dessen Missionspredigt (Apg 7 ) Paulus wohl gehört hatte. Erst nach seiner Taufe empfing er laut Apg 22,16ff  den Auftrag zur Völkermission.
- Das Kommen des Richters wird die Welt vollkommen verwandeln

Jesu Auferweckung bekräftigte für die Urchristen die Zukunftserwartung der jüdischen Prophetie (Jes 25,8 ; 35,10 ; Hes 37,12–14 ) und Apokalyptik (Dan 7,2–14 ) von einer endzeitlichen Verwandlung der Schöpfung und Überwindung des Todes (1 Kor 15 ; Offb 21,3–5 ). Darum verkündeten sie ihn als „Ersten der Entschlafenen“ (1 Kor 15,20 ), sahen mit seiner Auferstehung also die Zukunft aller Toten und den Vorschein der neuen Schöpfung voraus und erwarteten sein Wiederkommen noch zu ihren Lebzeiten (1 Kor 15,51 ; Mk 13,30 ).
Daher spielte das leere Grab in der urchristlichen Verkündigung keine primäre Rolle. Es war nur eine sekundäre Bestätigung für die eigentliche Osterbotschaft. Es betonte die Realität des neuen Lebens Jesu und wies die Angeredeten vom Vergangenen weg zur Zukunft: „Was sucht ihr den Lebenden bei den Toten?“ (Lk 24,5 )
- Die Geistesgegenwart des Auferstandenen sendet die, die an ihn glauben, zur Völkermission

Die Gabe des Heiligen Geistes im Pfingstereignis bekräftigte für die Urchristen die Überwindung des Fluchs der Sprachverwirrung (Gen 11 ), gab ihnen also Hoffnung auf Völkerverständigung und Frieden (Apg 2,1–11 ). Schon die ersten Petruspredigten verkündeten Jesu Auferweckung daher als Hinzurufen der Völker und Erfüllung des Völkersegens Abrahams (Apg 2,14ff ; 3,12ff ; 4,8ff ). Diese Erfüllung begann wie zu Lebzeiten Jesu mit dem Heilen der geschädigten Kreatur (Apg 5,12ff ).
Diese Aspekte oder Dimensionen der Auferstehung Jesu sind im NT untrennbar, treten aber nicht überall zugleich auf. Die weitere Christologie und Soteriologie entfaltete sie dann je nach Situation der angeredeten Gemeinden.

## Jesus Christus in der Frömmigkeitsgeschichte
Jesus Christus war, bzw. ist für seine Verehrer sowohl Repräsentant der Gottheit (Kyrios, Sohn Gottes) als auch die historische Person Jesus von Nazareth. Die Zweinaturenlehre der altkirchlichen Christologie verbindet beide Motive. Sichtbar und im Bild verehrbar ist allerdings nur der Mensch Jesus.
Die mittelalterliche Mystik ist stark von einer sehr persönlich erfahrenen Christus-Beziehung geprägt (z. B. Mechthild von Magdeburg). Das Gedicht Christus und die minnende Seele aus dem 14. Jahrhundert ist ein Beispiel für diese spätmittelalterliche Christus-Frömmigkeit. Die Devotio moderna aus dieser Zeit hat sowohl die Christus-Frömmigkeit Martin Luthers geprägt wie die Spiritualität des Ignatius von Loyola und seine für den katholischen Bereich wichtigen Exerzitien.
Zahlreiche Kirchenlieder, die häufig sowohl in evangelische wie katholische Gesangbücher aufgenommen wurden, zeigen, wie stark die christliche Frömmigkeit auch in der Neuzeit stark auf eine Verbindung mit Jesus Christus abzielt (z. B. Mein schönste Zier (1597), Christus, der ist mein Leben (1609), Morgenglanz der Ewigkeit (1654), Schönster Herr Jesu (1677) oder Lieder von Angelus Silesius).
Katholische Kirche: Mit der Ausformulierung der Transsubstantiationslehre entstand in der lateinischen Westkirche eine Frömmigkeit, die in der konsekrierten Hostie Jesus Christus verehrt. Dazu begann man, diese in einer Monstranz bei der Fronleichnamsprozession mitzuführen und sie am Altar zur Verehrung zu zeigen (Aussetzung). Seit dem Hochmittelalter konzentrierte sich die Christusfrömmigkeit der Westkirche auf die Passionsgeschichte und entwickelte hierfür eigene Andachtsformen (Andachtsbilder, z. B. Christus als Schmerzensmann, Kreuzweg, Andachten zu den Wunden Christi). Im 17. Jahrhundert gewann die Herz-Jesu-Verehrung in der katholischen Kirche eine weite Verbreitung. In der ersten Hälfte des 20. Jahrhunderts entstand eine Verehrung Jesu als Christkönig mit eigenen Liedern, Andachtsformen und einem thematischen Festsonntag. Seit den 1980er Jahren hat das Gnadenbild vom Barmherzigen Jesus von Sr. Faustina mit der Umschrift "Jesus, ich vertraue dir" (Jeszu ufam tobie) auch außerhalb von Polen und Litauen weite Verbreitung gefunden (Sonntag der Barmherzigkeit).
In der orthodoxen Tradition ist die Verehrung des Namens Jesus im meditativen Herzensgebet verankert. Auch bei der Verehrung der Ikonen nimmt die Verehrung der Christus-Ikone den ersten Platz ein, wie auch das Mandylion als nicht von Menschenhand gemachtes erstes Christusbild gilt.
Charakteristisch für die protestantische Christusfrömmigkeit ist eine Konzentration auf biblisch begründete Motive und die persönliche Zueignung des durch Christus gewirkten Heils (pro me/pro nobis). Im Bild und vor allem Kirchenlied wurde die ältere Passionsfrömmigkeit weiter gepflegt. Im 19. Jahrhundert kam infolge der historisch-kritischen Bibellektüre der Jesus der synoptischen Evangelien stärker in den Blick, was sich auch auf die künstlerische Ausstattung protestantischer Kirchen auswirkte.

## Missionsgeschichte und postkoloniale Christologien
Die Inkarnation begründete theologisch die Inkulturation Jesu Christi in verschiedene Kulturen im Zuge der weltweiten christlichen Mission. Sowohl für die Missionare als auch die Missionierten diente Jesus Christus als Identifikationsfigur: für die Missionare als siegreicher Christus (Christus victor) mit universalem Anspruch, für die Missionierten als in ihrem ärmlichen Alltag anwesender, mit ihnen leidender Christus (Christus praesens, Christus patiens). Nach dem Zweiten Weltkrieg setzte die Dekolonisation ein, mit der Folge, dass in den ehemaligen Missionsgebieten eigene kontextuelle Theologien formuliert wurden. Dabei zeigte sich zunächst, dass die Vorstellung eines leidenden Gottes in verschiedenen afrikanischen und asiatischen Kulturen fremd war. Jesus Christus wurde von afrikanischen Theologen in Analogie zu einem verehrten Ahn, Herrscher oder Initiationsmeister verstanden. Asiatische Christen interpretierten Christus vor dem Hintergrund von Hinduismus und Buddhismus. Das Leiden der armen Bevölkerung war dann wiederum Anlass zu einem neuen Verständnis des Leidens Christi (Beispiele: Minjung-Theologie in Südkorea; Kazoh Kitamori, Theologie des Schmerzes Gottes). Theologinnen wie die Ghanaerin Mercy Oduyoye sehen den Rückgriff auf traditionelle Kulturen kritisch, insofern diese Kulturen die Unterdrückung von Frauen kulturell und religiös legitimierten.
Im 21. Jahrhundert beschäftigt sich ein Diskurs mit der Repräsentanz der Gestalt Jesu. In der hierbei erörterten Frage nach seiner Hautfarbe geht es darum, ob mit der tradierten Darstellung Jesu mit weißer Hautfarbe eine eurozentrische Prägung seines Images verbunden ist.

## Jesus Christus in der Kunst

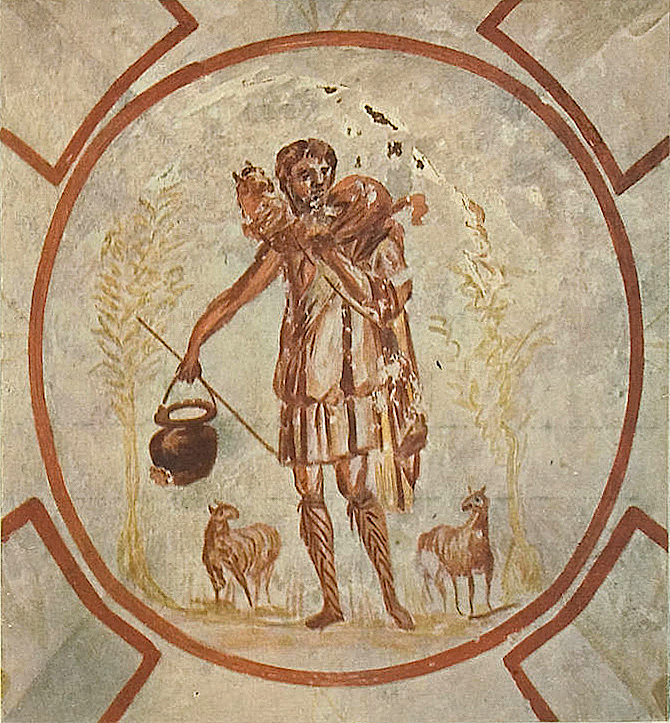
Jesus, der gute Hirte (3. Jahrhundert, Katakombe S. Callisto, Rom)

Ab dem 2. Jahrhundert sind Überlegungen, wie Jesus Christus aussah, in christlichen Quellen belegt. Apokryphe Apostelakten beschrieben ihn als jungen Mann, der dem antiken Schönheitsideal entsprach. Andere frühchristliche Autoren, darunter Justin der Märtyrer und Clemens Alexandrinus, beriefen sich auf Jes 53,2–3 : der leidende Gottesknecht sei unansehnlich. Die spätere theologische Auffassung, Christus sei von großer Schönheit gewesen, gründete sich auf Ps 45,3 . Erst die Passion habe sein Äußeres entstellt. Thomas von Aquin vertrat diese Auslegung; sie ist bei den Christusbildern der Renaissance vorausgesetzt.

Die frühchristliche Kunst, vor allem im Kontext der Bestattung (Katakomben, Sarkophage), stellte nicht Personen dar, sondern Symbole der christlichen Hoffnung. Sie gebrauchte zunächst nichtpersonale Symbole wie Fisch oder Lamm. Einige waren bereits in der Antike bekannt und wurden christlich umgedeutet. Das Gleiche wiederholte sich, als Christen sich im 3. Jahrhundert an eine personale Darstellung von Jesus Christus wagten. Die Künstler entwickelten keine besondere Formensprache für ihre Christusfiguren. Sie sind meist jugendlich, bartlos, mit Nackenlocken, gekleidet in Tunika und Pallium. Mythologische Gestalten wie Orpheus oder Helios wurden adaptiert. Auch der Schafträger (Foto) ist keine christliche Bildschöpfung, sondern eine in der antiken Hirtenidylle (Bukolik) sehr beliebte Gestalt. Ob mit der künstlerischen Darstellung eines Schafträgers im konkreten Fall Jesus Christus als Guter Hirte gemeint ist (vgl. Joh 10,11 ), ist nicht immer eindeutig zu beantworten. Bestimmte Motivzyklen sind besonders beliebt: Im 3. Jahrhundert Brot- und Weinvermehrung (sie weisen symbolisch auf die Eucharistiefeier hin), Christus als Heiler (mit Thaumaturgenstab) und als Lehrer sowie seine Taufe im Jordan. Im 4. Jahrhundert kommen Geburt und Passion Christi hinzu, Auferstehung und Himmelfahrt, Christus als Weltenrichter. 

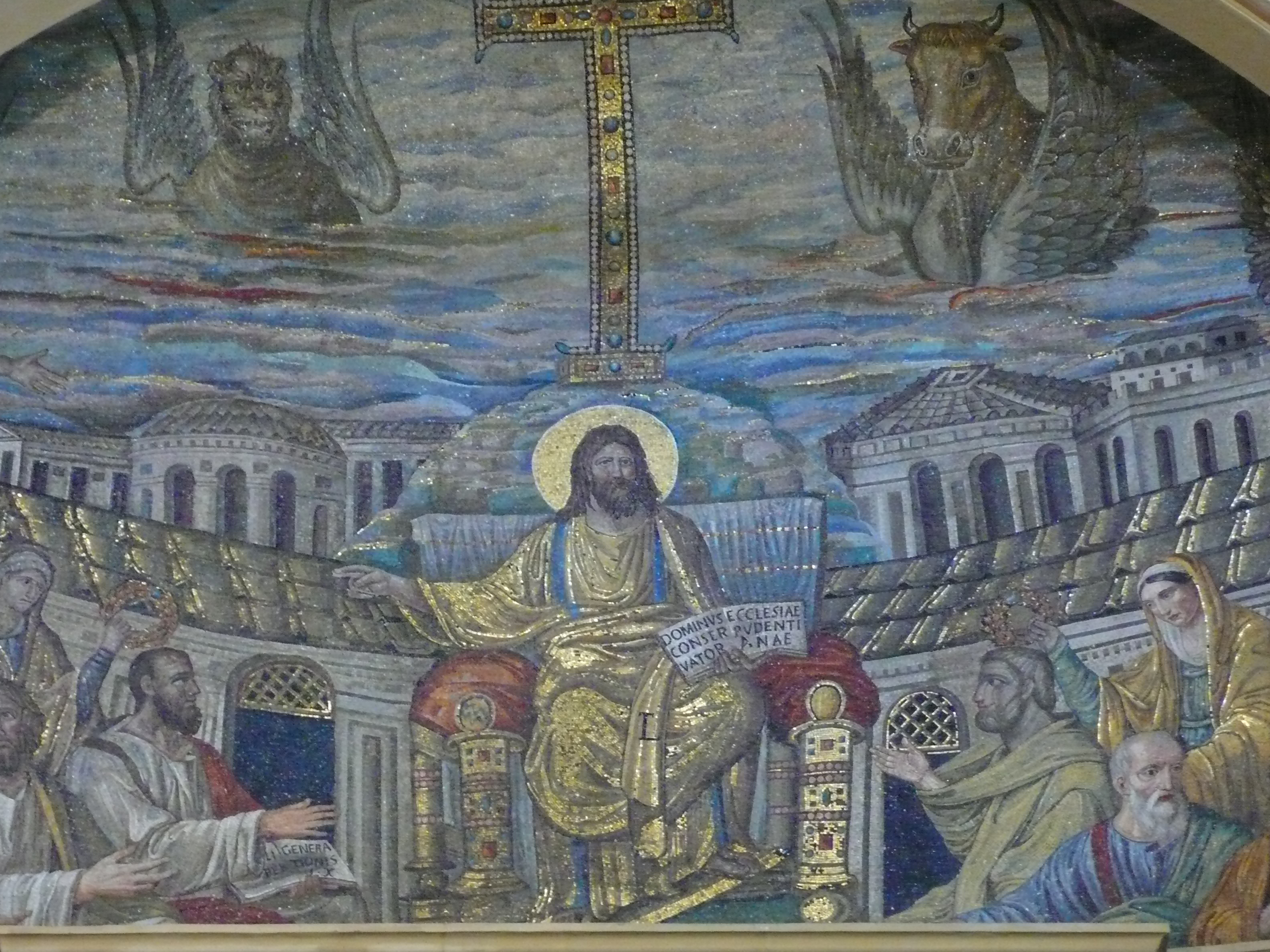
Apsismosaik in S. Pudenziana (Rom)

Der bärtige Christus mit Nackenlocken bleibt in der frühchristlichen Kunst selten; hier wirkte wohl die Darstellung antiker Philosophen ein. Dagegen kam im 4. Jahrhundert ein weiterer Bildtyp auf und wurde in der nachkonstantinischen Reichskirche dominant: der bärtige und langhaarige, erwachsene, ernst blickende Christus. Diese Darstellung entspricht dem zeitgenössischen repräsentativen Herrscherbildnis; der Bart ist als Zeichen der Würde zu verstehen. Ein Beispiel für diesen Typ des Christusbildes ist das Apsismosaik von Santa Pudenziana (frühes 5. Jahrhundert). Hier sieht man den im himmlischen Jerusalem zwischen den zwölf Aposteln thronenden Christus. Die Christusikone vom Sinai (Foto) entstand im frühen 6. Jahrhundert in der Hauptstadt Konstantinopel und entspricht ebenfalls dem herrscherlich-repräsentativen Christusbild, wie es auch auf byzantinischen Münzen zu sehen ist. Aus dem Hofzeremoniell der Spätantike wurden verschiedene Elemente für das Christusbild übernommen: Insignien, Bekleidung, Gesten (zum Beispiel den Redegestus), Szenarien wie der mit Purpurkissen ausgestattete Thron, auch der Nimbus. Die Johannesoffenbarung lieferte zahlreiche Einzelzüge für die Darstellung des thronenden Christus und sorgte zugleich für eine Verfremdung des höfischen Zeremoniells. Christus war nun vor allem Weltherrscher und Gesetzgeber, der die orthodoxe Lehre dem Petrus übergibt (Bildtyp der traditio legis) und die Huldigung verschiedener Personengruppen und himmlischer Wesen entgegennimmt. Nach dem Vorbild römischer Kaiser wurde der Bildtyp des siegreichen Christus gestaltet. Er trägt den Kreuzstab als Sieges-, nicht Leidenssymbol.

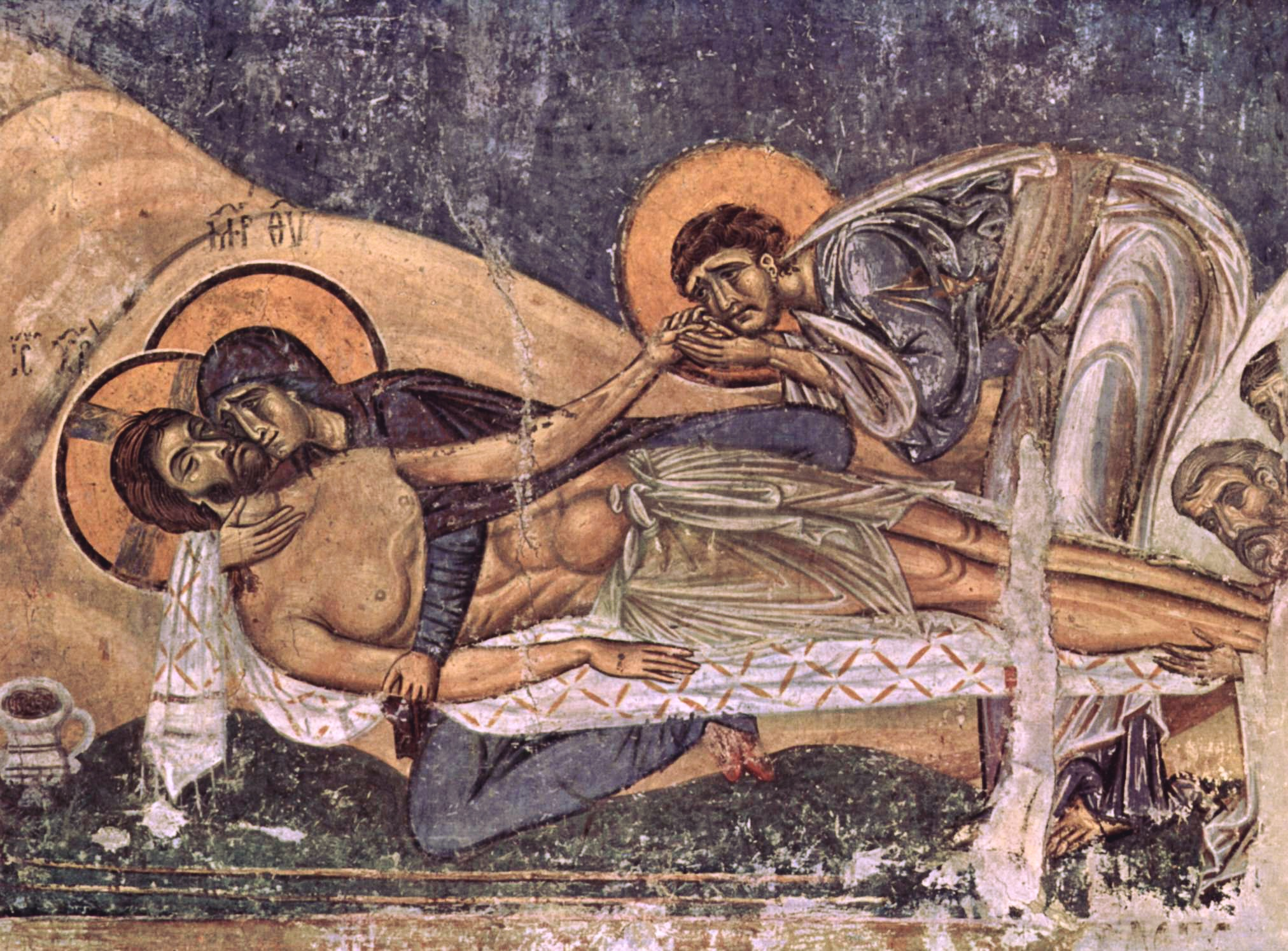
Beweinung Christi (Meister von Nerezi, 1164)

Im byzantinischen Reich galten sogenannte „nicht mit Händen gemachte“ Ikonen als authentische Darstellungen Jesu Christi. Sie wurden ab dem 6. Jahrhundert in den Quellen erwähnt; die ältesten erhaltenen Beispiele stammen aus dem 10. Jahrhundert. Sie unterstützten das vorherrschende Christusbild als ernst blickender, erwachsener und bärtiger Mann. Im 12. Jahrhundert kam es zu tiefen Veränderungen der orthodoxen Christologie durch eine stärkere Betonung der Menschheit und des Leidens Christi. Künstlerisch umgesetzt wurde dies in der Szene der Beweinung Christi (Threnos) auf einem Fresko in der Klosterkirche von Nerezi.
Im lateinischen Westen verblasste der byzantinische Kaiserhof mit seinem Zeremoniell als Bildgeber für Christusdarstellungen. Seine Stelle nahmen Visionen eines himmlischen Thronsaals aus dem Alten Testament ein. Das Ergebnis war die Majestas Domini, eine das ganze Frühmittelalter hindurch dominierende Christusdarstellung.
Die Wende zur Gotik brachte neue Typen des Christusbildes hervor, angeregt durch Elemente höfischer Minne und franziskanischer Leben-Jesu-Mystik. Andachtsbilder wie der Schmerzensmann, Christus in der Rast, das Schweißtuch der Veronika oder die Pietà (der tote Christus im Schoß seiner Mutter) zielten auf die emotionale Reaktion des Betrachters. Bilderzyklen des Lebens Jesu reicherten die neutestamentlichen Darstellungen mit Details aus außerkanonischen Texten an (Legenda aurea). Als neue Informationsquellen zum Leben Jesu kamen nun Visionsberichte christlicher Mystiker wie Birgitta von Schweden hinzu.

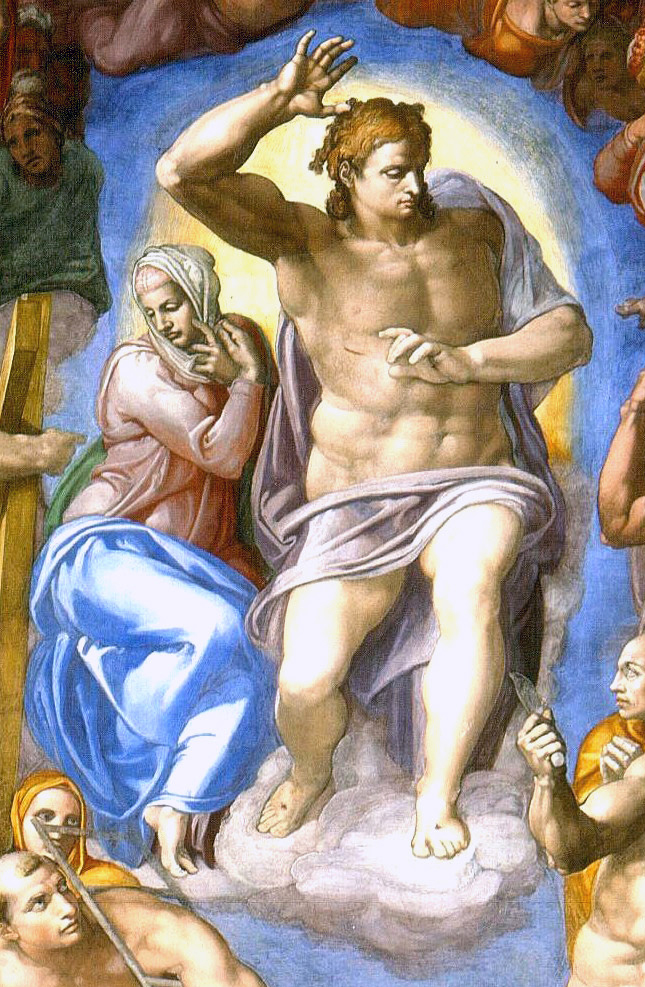
Christus als Weltenrichter, Ausschnitt aus Michelangelos Jüngstem Gericht in der Sixtinischen Kapelle

Drei Hauptwerke der Hochrenaissance veranschaulichen, wie das erneuerte Interesse am menschlichen Körper, seiner Anatomie und Physiognomie sowie am perspektivisch erfassten Raum das Christusbild veränderte:
- Leonardo da Vinci: Das Abendmahl (1494/98, Santa Maria delle Grazie, Mailand);
- Raffael: Verklärung Christi (1520, Vatikanische Pinakothek);
- Michelangelo: Das Jüngste Gericht (1536/41, Sixtinische Kapelle).

Michelangelos Fresko zeigt Christus als Richter der Menschheit im Endgericht. Man sieht ihn im Mittelpunkt eines figurenreichen Panoramas von auferstandenen Menschen. Teils sind das zum Himmel empor schwebende Erlöste und teils in die Tiefe hinabgestoßene Verdammte. In innovativer und die Zeitgenossen beeindruckender Weise stellte der Künstler Christus wie einen antiken Gott dar: jugendlich, athletisch, nackt und mit der Geste des donnernden Jupiter. Die Frau an seiner Seite ähnelt einer Sibylle oder Aphrodite, kann jedoch der Komposition des Bildes entsprechend nur Maria sein: hier nicht als Fürbitterin, aber anscheinend doch vom Schicksal der Menschen berührt.

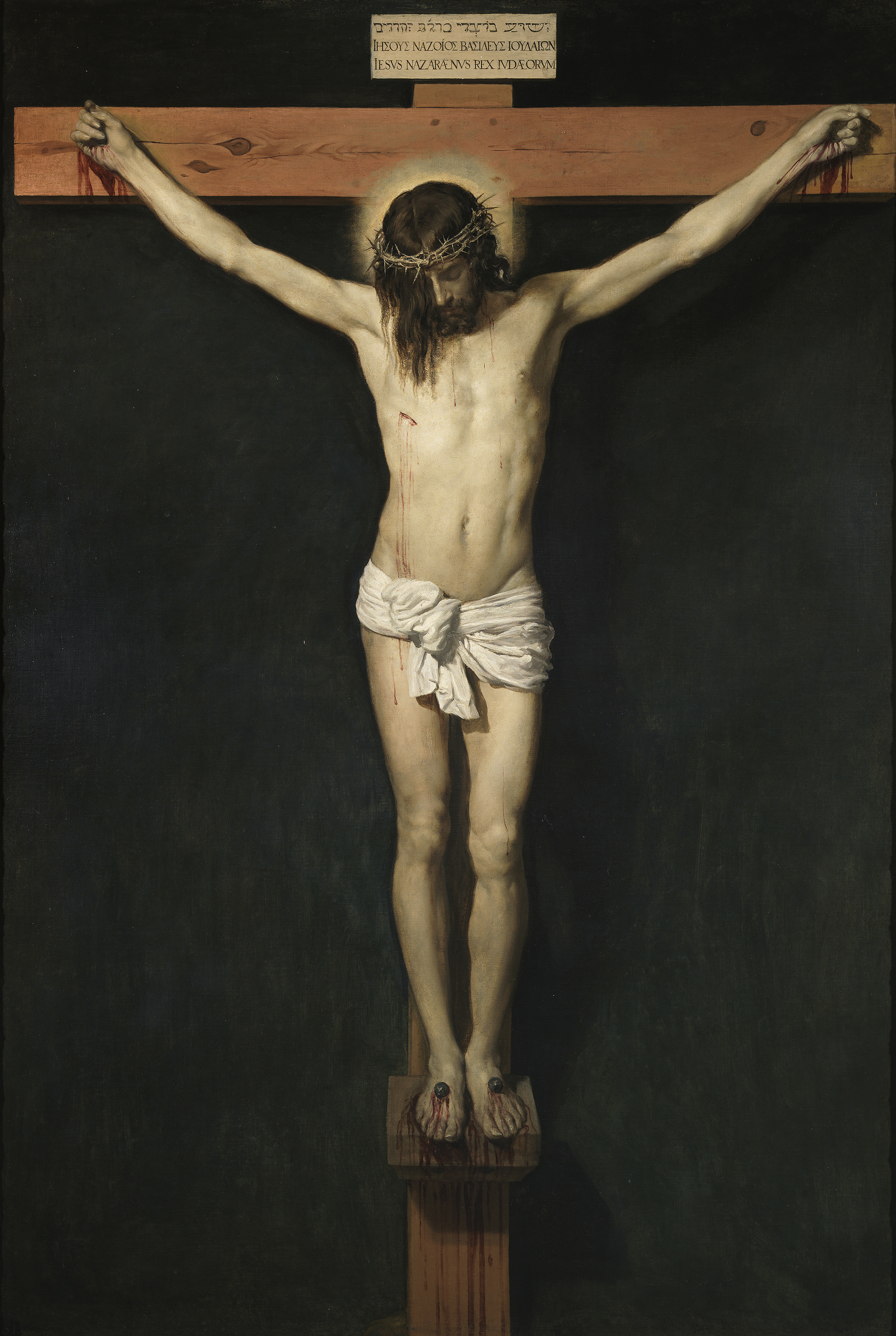
Velázquez: Christus am Kreuz, um 1632 (Prado)

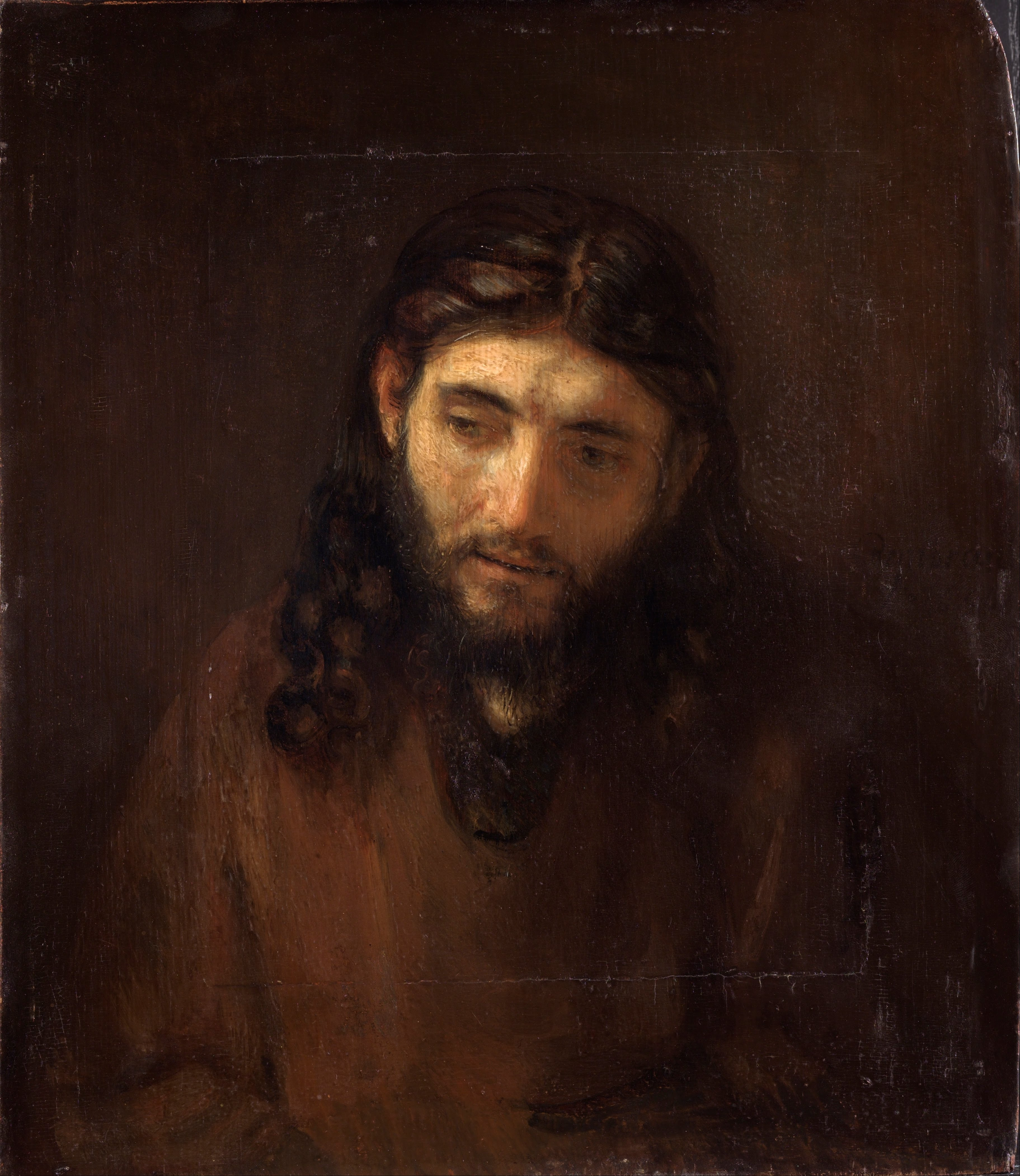
Rembrandt: Christuskopf, 1648/56 (Philadelphia Museum of Art)

Die Auseinandersetzungen der Reformationszeit betrafen zwar nicht direkt die Christologie, führten aber zu einem konfessionell unterschiedlichen Umgang mit religiösen Bildern. Die Schweizer Reformation folgte dem biblischen Bilderverbot und verzichtete auf Christusbilder im Kirchenraum. Die Wittenberger Reformation gestand den Bildern im Kirchenraum eine pädagogische Rolle zu, wenn sie der Bibel und der Kirchenlehre entsprachen. Die Römisch-katholische Kirche definierte die Kriterien für religiöse Bilder auf dem Konzil von Trient. Sie stimmte mit dem Luthertum in den Kriterien der biblischen und dogmatischen Korrektheit überein (Dekret Über die Anrufung, die Verehrung und die Reliquien der Heiligen und über die heiligen Bilder, 3. Dezember 1563) und bekräftigte die Autorität des Lehramts, die religiöse Kunst zu überwachen. Die „Angemessenheit“ der Bilder wurde bei Visitationen überprüft; eine Folge war die Korrektur antiker Nacktheit (Michelangelos Weltenrichter erhielt nachträglich ein Lendentuch). Einige vor dem Hintergrund spätmittelalterlicher Passionsfrömmigkeit entstandene Typen von Christusbildern, die nicht direkt biblisch waren, kamen außer Gebrauch: der Schmerzensmann, Christus in der Kelter oder mit Leidenswerkzeugen.
Wenn das Tridentinum auch einige Einschränkungen für die künstlerische Darstellung mit sich brachte, so überwogen doch im Barock die Innovationen. Passion und Kreuzigung wurden „in ein subjektives Pathos hineingesteigert“; der Triumph Christi (und der Kirche) in einem illusionistisch dargestellten Himmel, gern als Deckengemälde, war ein beliebtes Motiv. Caravaggios Christusbilder zeichnen sich durch den Einsatz von Licht und einen neuartigen Realismus aus, der es erlaubt, vom Gesicht Christi seine Emotionen abzulesen (Verismus). In Spanien verband sich die realistische Darstellung des Körpers Christi mit einer mystischen Grundstimmung, die es beispielsweise Diego Velázquez ermöglichte, die Verlassenheit des Gekreuzigten und „eine Art von versöhnter Zustimmung“ zu seinem Leiden auszudrücken.
Auch Rembrandt nutzte die Beleuchtung zur Darstellung von Transzendenz. Um das Gesicht Christi darstellen zu können (Ein Christus nach dem Leben), fertigte er Porträtstudien Amsterdamer Juden an.

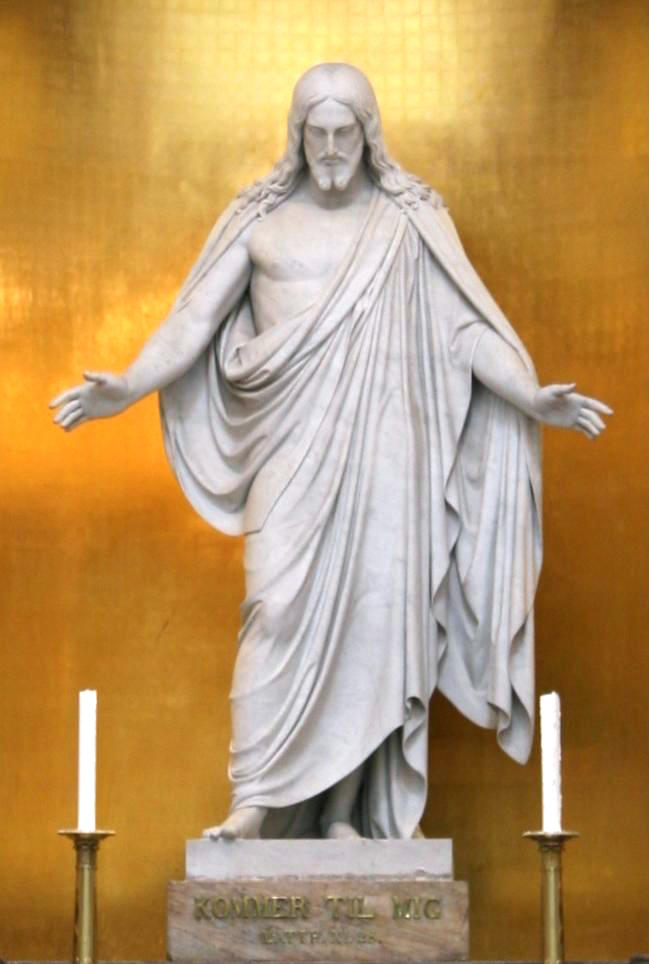
Thorvaldsens Christusfigur in der Frauenkirche (Kopenhagen)

Im frühen 19. Jahrhundert entwickelten die Nazarener eine konfessionsübergreifend sehr breit rezipierte Darstellung von Jesus Christus als milden und demütigen Heiland. Dieses kirchennahe Christusbild wurde im Verlauf des 19. Jahrhunderts trivialisiert und massenhaft für die Kirchenausstattung reproduziert. So gelangte es auch in die außereuropäischen Missionsgebiete. Das Christusbild der britischen Präraffaeliten unterscheidet sich von jenem der Nazarener durch Symbolismus und Orientalismus – letzteres eine parallele Erscheinung zur Leben-Jesu-Forschung in der Theologie. Die im 19. und 20. Jahrhundert massenhaft verbreiteten Herz-Jesu-Statuen adaptierten häufig die klassizistische Christusfigur von Bertel Thorvaldsen (1821), indem das Herz in der geöffneten Brust hinzugefügt wurde. Eine weitere Adaption dieses Themas sind die Kolossalstatuen des Christus-Erlöser-Typs (mit seitlich ausgestreckten Armen), zum Beispiel der Cristo Redentor von Rio de Janeiro.

Ensor: Der Einzug Christi in Brüssel, 1888/89 (J. Paul Getty Museum)

Die Wiederentdeckung des Isenheimer Altars regte in der zweiten Hälfte des 19. Jahrhunderts künstlerische Auseinandersetzungen mit dem Thema Kreuzigung außerhalb des kirchlichen Kontextes an. Christus wird dabei als exemplarisch leidender Mensch interpretiert. James Ensor beispielsweise nutzte das Thema des Einzugs Jesu in Jerusalem für eine kritische Darstellung der zeitgenössischen Gesellschaft. Die kleine Christusgestalt, mit der sich Ensor identifizierte, wird in der Menschenmenge bei einer Art Karnevalsumzug mitgeführt und zugleich ignoriert. Viele Expressionisten, aber auch Künstler anderer Stilorientierung schufen Bilder des leidenden Christus, in denen die Brutalität der Weltkriege, politisches Unrecht, soziale Not sowie Schmerzen und Isolation thematisiert werden. Ein Beispiel ist Lovis Corinths Der rote Christus von 1922, eine Kreuzigungsszene, die viele traditionelle Bildelemente aufnimmt, aber ästhetische Konventionen (etwa der Farbgebung) bewusst verletzt, um die Todesqual darzustellen. Max Ernst, Die Jungfrau züchtigt das Jesuskind vor drei Zeugen: André Breton, Paul Éluard und dem Maler (1926) ist eine durch den „Zeugen“ André Breton angeregte Kirchenkritik mit den Mitteln des Surrealismus.

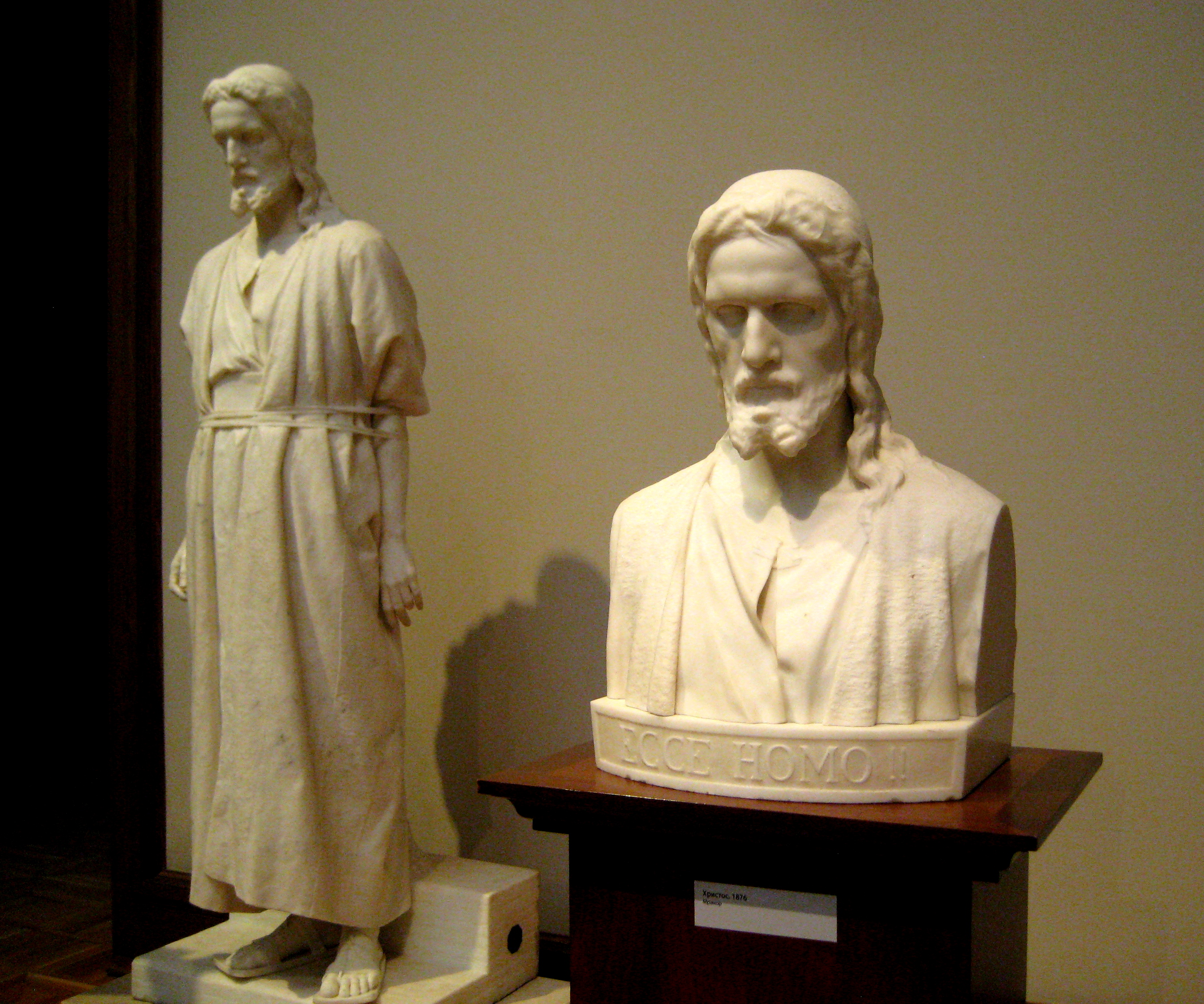
Antokolski: Ecce Homo (Tretjakow-Galerie)

Marc Chagall setzte sich in seinem Werk mehrfach mit dem Thema der Kreuzigung auseinander. Auf seinem Gemälde Weiße Kreuzigung (1938, Art Institute of Chicago) trägt Jesus einen jüdischen Gebetsschal als Lendentuch und ist umgeben von Szenen russischer Judenpogrome. Chagall war aber nicht der erste Künstler mit jüdischem Hintergrund, der Jesus als Opfer von Pogromen darstellte. Bereits in den 1870er-Jahren schuf Mark Antokolski Ecce-homo-Skulpturen, die den gefesselten Jesus mit Jarmulke und Schläfenlocken als osteuropäischen Juden charakterisierten. Die Darstellung eines jüdischen Jesus war im späten 19. Jahrhundert umstritten, wie die Auseinandersetzung um Max Liebermanns Gemälde Der zwölfjährige Jesus im Tempel veranschaulicht (1879, Kunsthalle Hamburg).

### Lexikonartikel
- Jürgen Roloff, Petr Pokorný, Ulrich Köpf, Gordon W. Lathrop, Wolf Krötke, Volker Küster, Michael Bergunder, William Horbury, Heikki Räisänen, Balbina Bäbler, Ulrich Rehm, Burkhard Mohr, Wolf-Daniel Hartwich, Eric J. Ziolkowski, Klauspeter Blaser, Thomas Dörken-Kucharz: Jesus Christus. In: Religion in Geschichte und Gegenwart (RGG). 4. Auflage. Band 4, Mohr-Siebeck, Tübingen 2001, Sp. 463–502.
- Horst Robert Balz, Wilfried Härle, Stuart G. Hall, Brian L. Hebblethwaite, Richard Hentschke, Wolfgang Janke, Hans-Joachim Klimkeit, Joachim Mehlhausen, Carl Heinz Ratschow, Knut Schäferdiek, Henning Schröer, Gottfried Seebaß, Clemens Thoma: Jesus Christus. In: Theologische Realenzyklopädie (TRE). Band 16, de Gruyter, Berlin / New York 1987, ISBN 3-11-011159-4, S. 670–684.

### Exegese des Neuen Testaments
- Klaus Berger: Jesus. Pattloch, München 2004, ISBN 3-629-00812-7.
- Otto Betz: Jesus, der Messias Israels. Mohr Siebeck, Tübingen 1987, ISBN 3-16-145163-5.
- Martin Hengel: Jesus, der Messias Israels. In: Messiah and Christos. Studies in the Jewish Origins of Christianity. Mohr Siebeck, Tübingen 1992, ISBN 3-16-145996-2, S. 155–176.
- Larry W. Hurtado: Lord Jesus Christ: Devotion to Jesus in Earliest Christianity. 2. Auflage 2005, William B Eerdman, ISBN 0-8028-3167-2.
- Martin Karrer: Jesus Christus im Neuen Testament (= Grundrisse zum Neuen Testament. Das Neue Testament Deutsch, Ergänzungsreihe. Band 11). Vandenhoeck & Ruprecht, Göttingen 1998, ISBN 3-525-51380-1.
- Ulrich Wilckens: Theologie des Neuen Testaments, Band 1/2: Geschichte der urchristlichen Theologie: Jesu Tod und Auferstehung und die Entstehung der Kirche aus Juden und Heiden. Neukirchener, Neukirchen-Vluyn 2003, ISBN 3-7887-1895-1.
- Nicholas Thomas Wright: Jesus. Wer er war, was er wollte und warum er für uns wichtig ist. Francke, Marburg 2013, ISBN 978-3-86827-384-7.
- Jean Zumstein, Andreas Dittwiler (Hrsg.): Kreuzestheologie im Neuen Testament. Mohr Siebeck, Tübingen 2002, ISBN 3-16-147775-8.

### Systematische Theologie (Dogmatik)
- Reinhold Bernhardt: Jesus Christus – Repräsentant Gottes. Christologie im Kontext der Religionstheologie (Beiträge zu einer Theologie der Religionen 23), TVZ, Zürich 2021, ISBN 978-3-290-18436-0.
- Katharina Merian (Hrsg.): Repräsentation. Ein neues christologisches Modell im Kontext der Religionen (= Beiträge zu einer Theologie der Religionen. Band 29). Zürich 2024, ISBN 978-3-290-18651-7.
- Walter Kasper: Jesus, der Christus. Grünewald, Mainz 1986, ISBN 3-7867-0464-3.
- Hans Küng: Jesus. Piper, München/Zürich 2012, ISBN 978-3-492-30226-5.
- Joseph Ratzinger: Jesus von Nazareth. Herder, Freiburg im Breisgau
  - Erster Teil: Von der Taufe im Jordan bis zur Verklärung. 3. Auflage, 2007, ISBN 978-3-451-29861-5.
  - Zweiter Teil: Vom Einzug in Jerusalem bis zur Auferstehung. 2011, ISBN 978-3-451-32999-9.
  - Dritter Teil: Prolog. Die Kindheitsgeschichten. 2012, ISBN 978-3-451-34999-7.
- Walter Simonis: Jesus Christus, wahrer Mensch und unser Herr. Patmos, Düsseldorf 2004, ISBN 3-491-70379-4.

### Sonstige Literatur
- John Ortberg: Weltbeweger. Jesus – wer ist dieser Mensch? Gerth, Asslar 2013, ISBN 978-3-86591-877-2.
- Florian Russi: Jesus – Meister des Wortes. Mitteldeutscher Verlag, Halle 2021, ISBN 978-3-96311-457-1.
- Peter Seewald: Jesus Christus. Die Biografie. Knaur, München 2011, ISBN 978-3-426-78494-5.
- Philip Yancey: Der unbekannte Jesus. Entdeckungen eines Christen (Originaltitel: The Jesus I Never Knew), SCM R. Brockhaus, Wuppertal 2010, ISBN 978-3-417-26319-0.